# Cándido Lobera Girela
Cándido Lobera Girela (Grenade, 1871 – Melilla, 1932) est un militaire, journaliste, essayiste et homme politique espagnol.
Issu d’une famille de commerçants grenadins, Cándido Lobera choisit le métier des armes et suivit une formation d’officier d’artillerie à Tolède. Versé ensuite dans des unités combattantes à Melilla, enclave espagnole en Afrique du Nord, il prit part à la guerre dite de Margallo en 1883, puis à diverses opérations militaires destinées à étendre pas à pas la zone sous tutelle espagnole, avant de solliciter et d’obtenir le statut d’officier de réserve.
À Melilla, dont il avait entre-temps fait sa ville d’adoption, Lobera participa activement à la vie sociale et associative. Mû par des préoccupations sociales, il créa notamment des sociétés de bienfaisance et un organe de prévoyance sociale, et pressa les autorités à construire un quartier ouvrier. Dans le même temps, soucieux du développement économique de Melilla, il se fit membre de plusieurs associations d’intérets (agricoles, commerciaux, mais aussi miniers, encourageant les investisseurs espagnols à s’engager dans l’exploitation des gisements rifains) et, mettant à profit son entregent comme haut gradé et comme intellectuel, sollicitait le gouvernement central espagnol d’accorder à Melilla une administration civile et décentralisée.
Son principal titre à la postérité reste toutefois la fondation par ses soins en 1902 du quotidien El Telegrama del Rif, qui devint bientôt une source d’information incontournable et allait modeler l’opinion publique locale jusqu’à l’indépendance du territoire en 1956. Lobera, de sa position de directeur et d’éditorialiste, mais aussi comme chroniqueur de guerre privilégié (« embarqué » au sein même de l’état-major lors des campagnes militaires espagnoles successives, couvrant en particulier la contre-offensive espagnole de septembre 1921 qui fit suite à la débâcle d’Anoual), exprimait dans son journal, mais à l’occasion aussi dans des journaux de Madrid ou d’ailleurs, ses points de vue dans des contributions qui eurent un retentissement jusqu’en métropole.
Lobera était un fervent partisan du colonialisme espagnol en Afrique du Nord, mais souhaitait que l’Espagne remplisse ses obligations dérivées des accords de protectorat en mettant en œuvre une action combinée militaire et civile, à l’image de la politique « en tache d’huile » imaginée par Lyautey, que Lobera admirait, et au rebours de la conquête militaire à outrance préconisée entre autres par le commandant-général Silvestre. Cette action civile — qui au besoin et à l’encontre des susnommées obligations ne devrait pas hésiter à court-circuiter l’autorité « seulement nominale » du sultan — aurait à comporter des volets agricole, commercial, sanitaire, judiciaire, administratif et éducatif, et impliquait le respect des coutumes ancestrales rifaines (ce qui porta Lobera à se faire p. ex. l’avocat de la construction d’une mosquée à Melilla), en vue d’un développement collaboratif dont seraient bénéficiaires tant les « indigènes » rifains que les colons européens. Francophile, encore que parfois désillusionné, il plaidait pour une coopération franco-espagnole, notamment en vue de la soumission de la kabila réfractaire des Beni Ouriaghel, dirigée par Abdelkrim, chef rifain anciennement responsable de la section arabe du Telegrama del Rif, de qui Lobera regrettait les supposées versatilité et déloyauté, doutant du reste du bien-fondé de la République du Rif. Enfin, Lobera eut un rôle politique comme président du Conseil communal de Melilla, sous la dictature de Primo de Rivera, dont il accueillit favorablement le gouvernement, allant jusqu’à rejoindre les rangs du somatén à Melilla ; il ne cachait d’ailleurs pas une certaine sympathie pour le régime mussolinien.
Lobera est l’auteur d’une série d’essais sur le développement de Melilla, examiné sous le rapport économique (avec notamment un plaidoyer pour l’aménagement d’un port), administratif (préconisant une large autonomie du protectorat et une administration civile pour Melilla), fiscal (cherchant à déterminer le système douanier idoine pour la ville) et agricole (réfléchissant aux moyens de mettre à la disposition des colons les terres agricoles rifaines nouvellement conquises).

## Biographie

### Origines familiales
Né de parents grenadins et commerçants, Cándido Lobera vécut toutes ses années de jeunesse dans sa ville natale. Le père de Cándido Lobera, Pedro Lobera Tapia (né en 1837), était originaire du village de Renieblas (dans la province de Soria, région Castille-et-León), qui comptait alors 250 habitants et où il travaillait comme employé de commerce. L’on ignore pour quelles raisons et à quelle date exacte il s’est fixé dans la ville de Grenade, vers le milieu du XIXe siècle. En 1864, il épousa Concepción Girela y Orozco, dont le père José Girela, maréchal-ferrant de son état, était, comme son épouse, originaire de Grenade. Le père avait un frère cadet, prénommé Cándido, né en 1838. De l’union de Pedro Lobera et de Concepción Girela sont nés 6 enfants , dont une fillette morte à l’âge de deux ans, et Cándido Lobera Girela, venu au monde en avril 1871.
Le père Pedro Lobera Tapia décéda à Grenade en juillet 1877, à l’âge de quarante ans, des suites d’une tuberculose pulmonaire de troisième degré, laissant trois enfants, tous mineurs encore, dont Cándido Lobera. La mère Concepción Girela convola en secondes noces avec le frère cadet du défunt, Cándido Lobera Tapia, de profession commerçant en tissus, propriétaire d’un établissement dans le centre de Grenade, et célibataire jusqu’à son remariage.
En février 1895, l’oncle Cándido Lobera Tapia devint sociétaire de la Chambre officielle de commerce, d’industrie et de navigation de Grenade, siégeant dans son comité de direction jusqu’en janvier 1898, puis, en janvier 1890, membre du Conseil consultatif du Círculo de la Unión Mercantil. Un an auparavant, le frère du biographié, Pedro Lobera Girela, devenu avocat de renom, obtint sur concours à cette même Chambre de commerce le poste d’Officier juriste (Oficial Letrado), qu’il allait occuper de 1897 à 1898. Après la mort en février 1904 à Grenade, à l’âge de 23 ans, de la sœur de Cándido Lobera, prénommée Esquela, ne restaient plus de la fratrie que Cándido et Pedro Lobera, avocat.
La parentèle, tant la branche paternelle que celle grenadine de la mère, et donc aussi le père Pedro et l’oncle Cándido, tous deux commerçants, habitait le même domicile dans le centre de Grenade (au n°22 de la Calle Capuchinas). La maison natale de Cándido Lobera se trouve près de la Plaza de la Romanilla.

### Formation

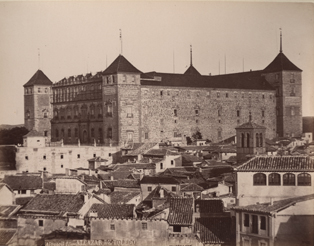
L’Alcazar de Tolède, siège de l’École militaire, vers le milieu du XIXe siècle.

Cándido Lobera fut inscrit en 1881, à l’âge de 10 ans, dans l’établissement d’enseignement secondaire provincial de Grenade. Fin août 1886, alors âgé de 15 ans, il entra à l’Académie générale militaire de Tolède,, pour y entamer une formation générale de deux ans, suivie, après réussite de ses examens, du cours préparatoire, dispensé également à Tolède, donnant accès à la formation spécifique en artillerie (1888-1889). Il acheva sa formation générale en juillet 1889, doté du grade d’élève-enseigne (alférez alumno).
À Tolède, il fut donné à Cándido Lobera d’être témoin de l’incendie de l’Alcazar de janvier 1887, en conséquence duquel l’Académie dut trouver provisoirement asile au couvent Saint-François (déserté par les religieux dès 1835), et aussi d’assister à la constitution en 1888, au sein de l’arme d’artillerie, d’une Junta Central (littér. Comité central, préfiguration des Juntas de Defensa Nacional), à caractère officieux, qui se donnait pour but, selon Stanley Payne, de « défendre le tableau d’avancement où les promotions se font exclusivement par effet d’ancienneté [escalafón cerrado, grille d’avancement fermée]. Tout officier d’artillerie qui accepterait un avancement accéléré [pour mérites de guerre] serait relégué dans les rangs d’infanterie ou de cavalerie »,.
Lobera étudia ensuite à l’Académie (spécialisée) d’artillerie appliquée de Ségovie de septembre 1889 à juillet 1893, soit sur un total de quatre années. En juillet 1891, après deux nouvelles années de formation, Lobera reçut le grade d’élève-second-lieutenant, et enfin, en août 1893, monta au rang de premier lieutenant d’artillerie.
Début 1893, il revint à Ségovie dans le but de s’immatriculer au collège d’artillerie, où il se proposait de poursuivre ses études, mais échoua au concours de ce cursus réputé difficile (il était du reste loin d’être le seul dans ce cas).

### Carrière militaire
Cándido Lobera, premier lieutenant d’artillerie frais émoulu, fut versé en juillet 1893 dans le 13e bataillon de place (de garnison à Malaga, Melilla et dans les présides mineurs), encore qu’il soit resté dans les établissements de son corps d’armée à Ségovie jusqu’au 6 octobre de la même année, c’est-à-dire jusqu’à son départ pour Malaga, départ motivé par les événements survenus à Melilla le 2 octobre, et qui devaient déboucher sur le conflit connu sous le nom de guerre de Margallo,. Au soir du 6 octobre, Lobera et ses camarades du 13e bataillon s’embarquaient pour Melilla en compagnie notamment du régiment Borbón, et furent accueillis le lendemain 7 octobre dans le port de Melilla par le général Juan García y Margallo.

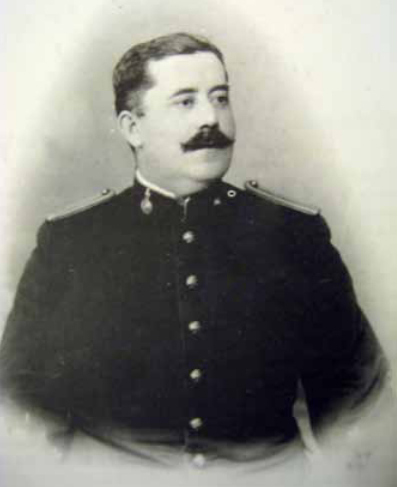
Lobera comme lieutenant d’artillerie.

Le 8 octobre 1893, Lobera fut destiné au fort de Rostrogordo, lequel faisait partie de l’anneau de fortifications autour de Melilla, mais avant de s’y rendre, fit un séjour sur la base insulaire d’El Hoceïma (le Peñón) du 23 octobre à la mi-novembre, avant d’être relevé par le 2e bataillon de place. C’est pourquoi Cándido Lobera ne fut pas présent aux abords de Melilla le 28 octobre, jour où le général Margallo perdit la vie en tentant de remettre la main sur les forts de Cabrerizas Altas et de Rostrogordo, cernés par les miliciens rifains. Lobera allait exercer ses fonctions à Melilla du 12 novembre jusqu’à la fin de 1893.
De son arrivée en 1893 jusqu’en décembre 1901, c’est-à-dire pendant plus de huit années, Lobera accomplit des missions de campagne sur les batteries de la place de Melilla. En mars 1894, il se vit décerner la croix de première classe du Mérite militaire avec insigne blanc. En septembre 1894, il fut nommé « porte-drapeau du bataillon » et prit la direction de l’École de caporaux et sergents.
En 1896, il contracta mariage avec Francisca Peré López. En 1899, il devint membre de l’Association des commerçants et industriels, organe précurseur de la future Chambre de commerce, fondée sept années plus tard, au sein de laquelle il allait se faire le porte-parole de ceux réclamant un port à Melilla. Il devait avoir la satisfaction de voir ses désirs réalisés, après que le projet eut été déclaré « d’intérêt général », par une loi de mai 1902, et dont la première pierre fut posée par le roi Alphonse XIII deux ans après.
En septembre 1898, Cándido Lobera, premier lieutenant, se vit confier la batterie d’Ataque Seco, installée près du fort San Carlos à Melilla.
En mars 1899, Cándido Lobera fut nommé professeur suppléant à l’Académie régionale préparatoire des sergents, puis professeur titulaire de cette académie à la fin de la même année. À sa demande, il fut mis en disponibilité (supernumerario, sans solde) en janvier 1902, sur le registre de la Sous-inspection de la 2e région militaire, avec comme lieu de résidence Melilla. Ce statut allait se prolonger jusqu’en 1903 (pendant près de deux ans), laps de temps où lui furent octroyées d’une part la médaille d’Alphonse XIII (mai 1903) et d’autre part une montée en grade à capitaine d’artillerie par effet d’ancienneté (septembre 1903). Lobera sollicita et obtint en janvier 1904 de retourner au service actif, sa nouvelle affectation étant le bataillon d’artillerie de la place de Melilla, où il se chargea de gérer la caisse, et ce pendant neuf mois, jusqu’en septembre. Début octobre, il fut muté aux troupes d’artillerie de place de la Comandancia General de Ceuta, dans le Maroc occidental, pour en commander pendant trois mois la première batterie. Au terme de cette période, en janvier 1905, il fut à nouveau destiné à la Comandancia General de Melilla, où il reprit du service comme capitaine de la sixième batterie, fonction et rang qu’il devait garder dans les années suivantes, tout en assumant parallèlement des fonctions d’enseignement au titre de directeur de l’académie préparatoire Santa Bárbara. En mai 1906, il se vit décerner sa troisième croix de première classe du Mérite militaire avec insigne distinctif blanc, cette fois en récompense de son mémoire sur l’Organisation et le fonctionnement des Offices des affaires arabes en Algérie et les projets de base pour la mise sur pied d’organismes analogues dans les places espagnoles d’Afrique du Nord.

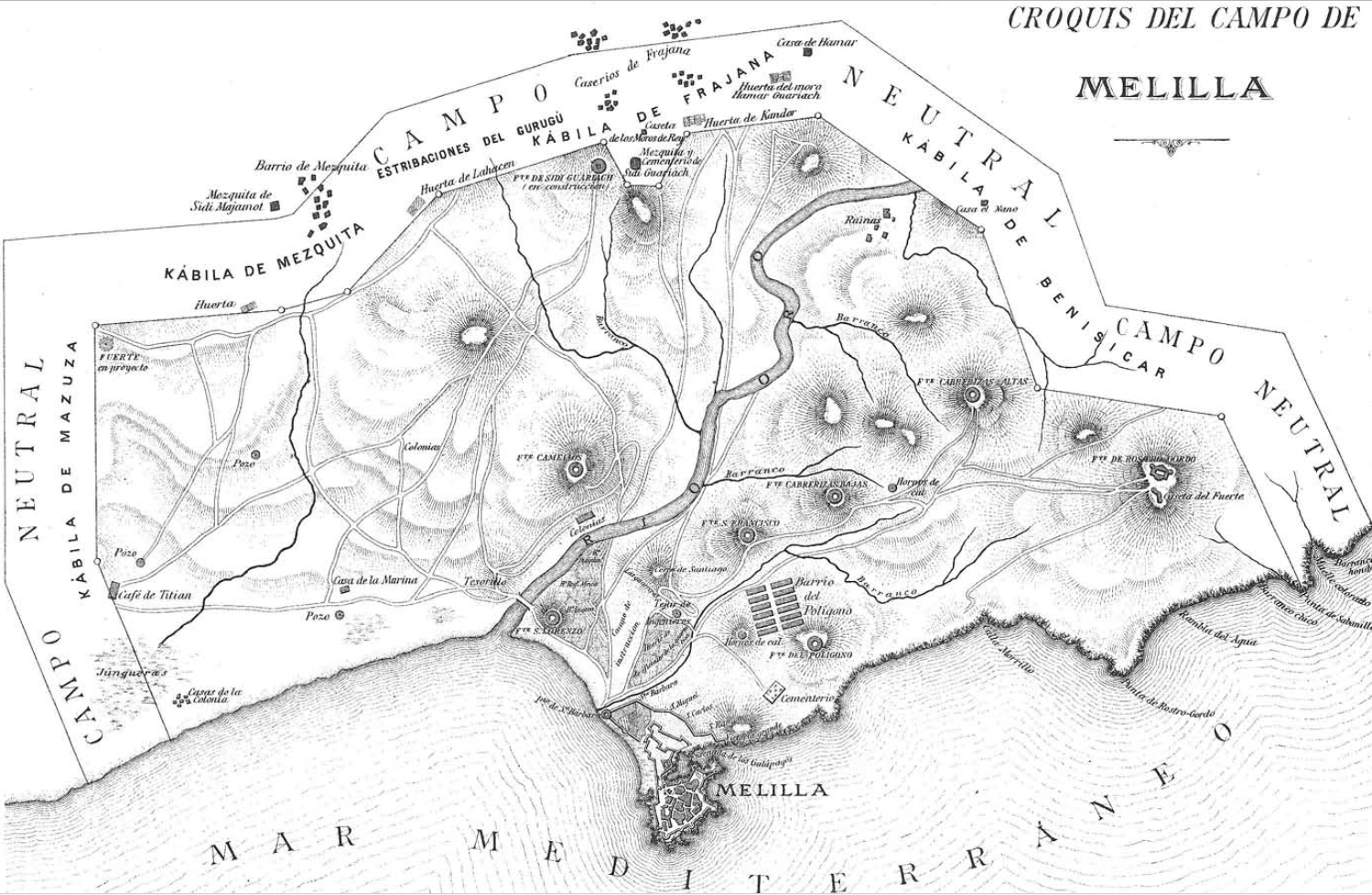
Carte de la zone de Melilla, avec son périmètre de défense. (N.B. : Le nord est à droite sur la carte.)
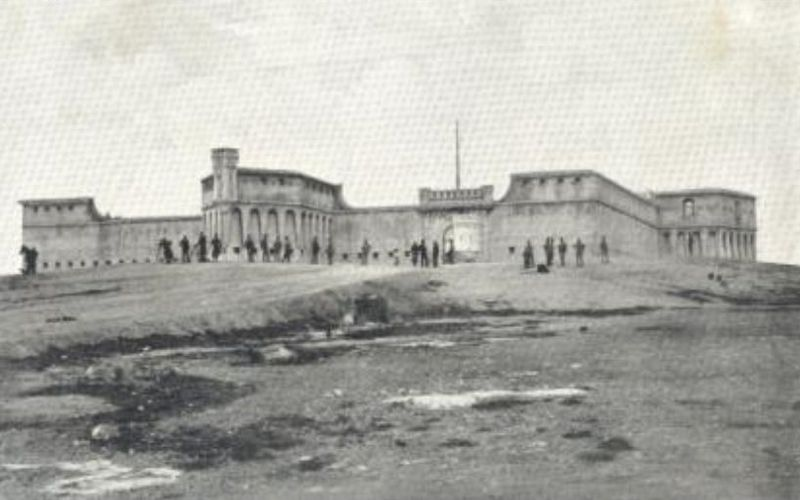
Le fort de Rostrogordo en 1929.

Lors de l’occupation de la Mar Chica (ou lagune de Nador) par les troupes espagnoles en février 1908, le capitaine Lobera, embarqué à bord du vaisseau Sevilla, avait mission d’acheminer des vivres et du matériel au fort de la Restinga et d'installer sur place une batterie de campagne,.
En juillet 1909, alors que Cándido Lobera commandait la sixième batterie à Melilla, des travailleurs occupés à construire une voie de chemin de fer vers les exploitations minières, furent attaqués par des combattants rifains. Lobera sortit à la tête d’une batterie à pied afin de couvrir la batterie de montagne placée sous les ordres du général José Marina Vega, gouverneur militaire de Melilla. Il assista ainsi au combat se déroulant dans la vallée de Béni-Ensar, et aida les troupes d’infanterie à s’emparer de la position intermédiaire et de Jébel-Sidi-Ahmed el Hach. Revenu à Melilla le 18 juillet, il commanda le lendemain 19 juillet en tant que remplaçant la batterie de Sidi-Ahmed-el-Hach, défendant la position contre les attaques rifaines les 19 et 20 juillet, puis la nuit suivante au commandement d’une compagnie mixte composée d’une section d’artillerie de place et d’une section du bataillon de chasseurs Alba de Tormes. Le 21 juillet, il fit feu contre des groupes de Rifains, qui se dispersèrent, et rentra à Melilla le 22. Le lendemain 23 juillet, il combattait sous les ordres de Marina Vega, lorsqu’il fut blessé à la suite d’une chute de cheval, lui causant un déboîtement du genou, et dut être évacué à son domicile,,.
Rétabli, le capitaine Lobera reprit du service le 3 août 1909 à la tête de la batterie de l’Hippodrome, s’employant pendant deux jours à pilonner les positions rifaines, avant de revenir Melilla le 4 août et de commander le lendemain 5 août la batterie déployée dans le fort de Camellos, d’où il balaya quotidiennement de son feu le Ravin-aux-Loups (Barranco del Lobo) et les premiers contreforts du Gourougou, jusqu’à ce que l’ennemi se disperse le 19 septembre. Le 21 novembre, il quitta le fort de Camellos et revint à Melilla. Ses actions durant cette campagne, plus particulièrement dans le combat du 9 juillet à Béni-Enzar, valurent à Lobera d’être distingué par la croix rouge de première classe,. Il demeura ensuite de service ordinaire dans les troupes d’artillerie de Melilla jusqu’à fin janvier 1910, passant alors au statut de mise en disponibilité (supernumerario, sans solde) avec résidence à Melilla, statut qu’il gardera jusqu’à fin octobre 1918, soit pendant près de neuf années.

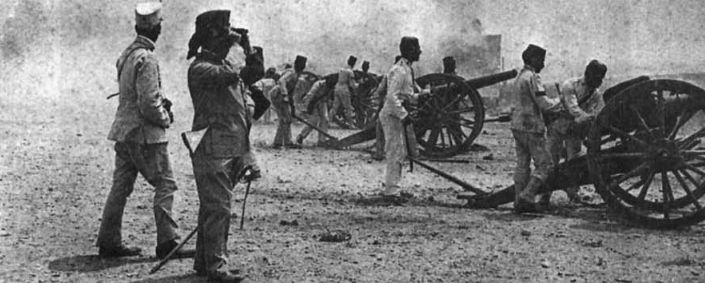
Lobera (à gauche, pointant des jumelles) en 1909.

En 1912 pourtant, doté du même statut, il participa aux faits d’armes suivants : en janvier, l’occupation de Souk-el-Jemâa de Béni-Bou-Jahi ; en mars, l’opération de reconnaissance du fleuve Kert ; et en mars, la prise de Toumiat et de Sammar. Vers le milieu de 1915, il monta au grade de commandant. Dans les derniers mois de cette année et au début de l’année suivante 1916, il assista, à titre volontaire, au sein du quartier-général, à plusieurs opérations militaires.
Le 13 septembre 1910 lui avait été attribuée, par Ordre royal, la croix de Saint-Herménégilde. Le 3 août 1916, la république française lui attribua le titre de chevalier de la Légion d’honneur ,.
En juin 1915, Cándido Lobera fut promu commandant dans le même corps d’armée, restant titulaire de ce grade pendant près de 3 ans et demi. Jusqu’à fin octobre 1918, date où il quittera définitivement les rangs de l’armée, Lobera avait comptabilisé un temps de service effectif total de plus de 32 ans, auxquels vint s’ajouter un surcroît d’une année, au titre de temps de campagne compté double (avec effet bénéfique sur le montant de la retraite, les primes de constance et les perspectives de croix militaires de Saint-Herménégilde) et qui se décompose comme suit : Campagne de Melilla (1894)  ; Campagne de Melilla de 1909 ; et Campagne du Rif de 1911 à 1912.
Lobera maîtrisait les langues française et anglaise, et s’initia à la langue arabe, obtenant en 1907 la note « bon » à l’examen final à l’issue du premier cours à l’Académie officielle d’arabe.
Fin octobre 1918, il intégra, à sa demande, le cadre de réserve de l’arme d’artillerie, et se retira à Melilla,.

### Parcours journalistique:El Telegrama del Rif

#### Fondation du journal
Engagé très tôt dans la vie économique et sociale de Melilla, Cándido Lobera fut un des protagonistes des premières tentatives de création d’un organe de presse local. Il aurait, selon certains auteurs, apporté sa collaboration au quotidien Diario de Melilla, dont le premier numéro avait vu le jour le 12 décembre 1893. Il contribua de même à l’éphémère publication semi-hebdomadaire Heraldo de Melilla, créée en mars 1900, à caractère littéraire, liquidé dès août de la même année, et remplacé début septembre par El Progreso de Melilla, aux caractéristiques semblables à son prédécesseur et auquel Cándido Lobera semble avoir aussi collaboré,.
La Junta de Arbitrios (Conseil d’arbitrage, au sens de Commission budgétaire, Conseil fiscal), l’une des institutions civiles de la place militaire de Melilla, décida en sa séance du 7 décembre 1901 de faire l’acquisition de 200 exemplaires  de l’ouvrage de Cándido Lobera intitulé Necesidad de un puerto en Melilla (littér. Nécessité d’un port à Melilla), ouvrage qui valut à son auteur le prix décerné par ladite Junta.
Le 1er mars 1902 parut à Melilla le premier numéro d’El Telegrama, décrit dans l’en-tête de sa une comme « Journal indépendant. Défenseur des intérêts de l’Espagne au Maroc », dont Cándido Lobera était le directeur et le fondateur. En première page, une façon d’éditorial, portant le titre « Al público » (Au public), justifiait la création du journal par la croissance de la population de la ville et par les besoins d’information qui en découlaient, et énonçait : « Comme cette presse fait ici défaut, on note un grand vide et la nécessité se fait sentir de l’existence [du présent journal] : aussi aspirons-nous à satisfaire ce besoin, à combler ce vide »,,,. 
L’existence éphémère des périodiques antérieurs mettait en évidence les risques du projet, quand même celui-ci apparût nécessaire aux initiateurs, compte tenu des intérêts nationaux dans la zone de Melilla et du rôle que le journal aurait à jouer sur ce plan. Cándido Lobera sollicita la collaboration tant de l’élément civil que de la garnison de la place militaire :

« Nous prêterons une grande attention aux sujets de guerre et messieurs les hauts commandants et officiers seront mis au fait de tout ce qui les concerne le même jour où la résolution est publiée dans le journal officiel. »

#### Première phase (1903-1912)
Au début de l’année 1903, la rédaction décida d’adjoindre « del Rif » au titre du journal (devenant El Telegrama del Rif), afin de bien circonscrire sa cible géographique, tout en laissant tel quel le sous-titre, et en parant les caractères du titre d’une esthétique Art nouveau. Large de trois colonnes en première page, le journal comportait un total de quatre pages et faisait relâche les lundis. À quelques occasions, plus d’une édition était publiée le même jour. L’impression des 250 exemplaires se faisait page par page. Il y avait, outre les éditoriaux et les contributions, les rubriques suivantes : Nouvelles locales et générales, Nécrologie, Dépêches, Junta de arbitrios (annonces, comptes rendus de séance, etc.), Prévisions météo, Mouvements de navires, Section religieuse, Pour les dames, Curiosités, Concours, Contes et feuilletons, et Traités entre l’Espagne et le Maroc. Dans les dernières pages enfin figuraient les annonces publicitaires. En 1907, le sous-titre « journal indépendant et défenseur des intérêts de l’Espagne au Maroc » fut remplacé par « Journal sans lien avec la politique. Défenseur des intérêts de l’Espagne au Maroc », pour manifester sa neutralité idéologique. En mai 1912, El Telegrama del Rif atteignait déjà un tirage de 18 000 exemplaires,.
Dans les premiers numéros étaient traités en particulier, dans le domaine national et international, des sujets liés à la question marocaine : les kabilas (tribus rifaines) voisines ; Bou Hamara el-Roghi (le prétendant au trône du Maroc) ; l’insurrection marocaine (l’arrivée des juifs de Taza qui en fut la conséquence, et l’assaut de la kasbah) ; les places fortes espagnoles en Afrique du Nord ; la douane marocaine ; l’alliance franco-espagnole ; la réforme de l’enseignement militaire et du recrutement ; la pose du câble reliant les îles Zaffarines à l’Algérie.
À partir de décembre 1903 paraissait une série d’éditoriaux, avec pour titre « De actualidad », attribuables à Cándido Lobera. Dans l’avant-dernière livraison, il prôna et justifia l’instauration d’un système mixte (militaire et civil) comme régime administratif de la ville de Melilla, préférable à une municipalité uniquement civile, qui n’apporterait que nouvelles taxes et aurait pour effet d’introduire le caciquisme politique,.
En mars 1904, l’imprimerie du journal faisait un tirage spécial de la Colección Completa de los Tratados y Convenios entre España y Marruecos 1799 a 1895 (Recueil complet des traités et conventions entre l’Espagne et le Maroc de 1799 à 1895), brochure de 160 pages,.
À l’occasion de la visite en mai 1904 du roi Alphonse XIII, El Telegrama del Rif publia son premier numéro extraordinaire et prit prétexte de cette visite pour mettre en avant les aspirations du peuple de Melilla, dont : accroissement du commerce national dans la zone au détriment du commerce étranger, création d’hôpitaux « indigènes », connaissance de la langue arabe, liaison par câble avec Malaga, colonisation de la campagne environnante, école d’agriculture, quartier « maure », construction de casernes, fondation d’un Office des affaires indigènes (ressortissant à la Comandancia General) et activation des travaux du port, dont le roi allait poser la première pierre lors de cette visite,.

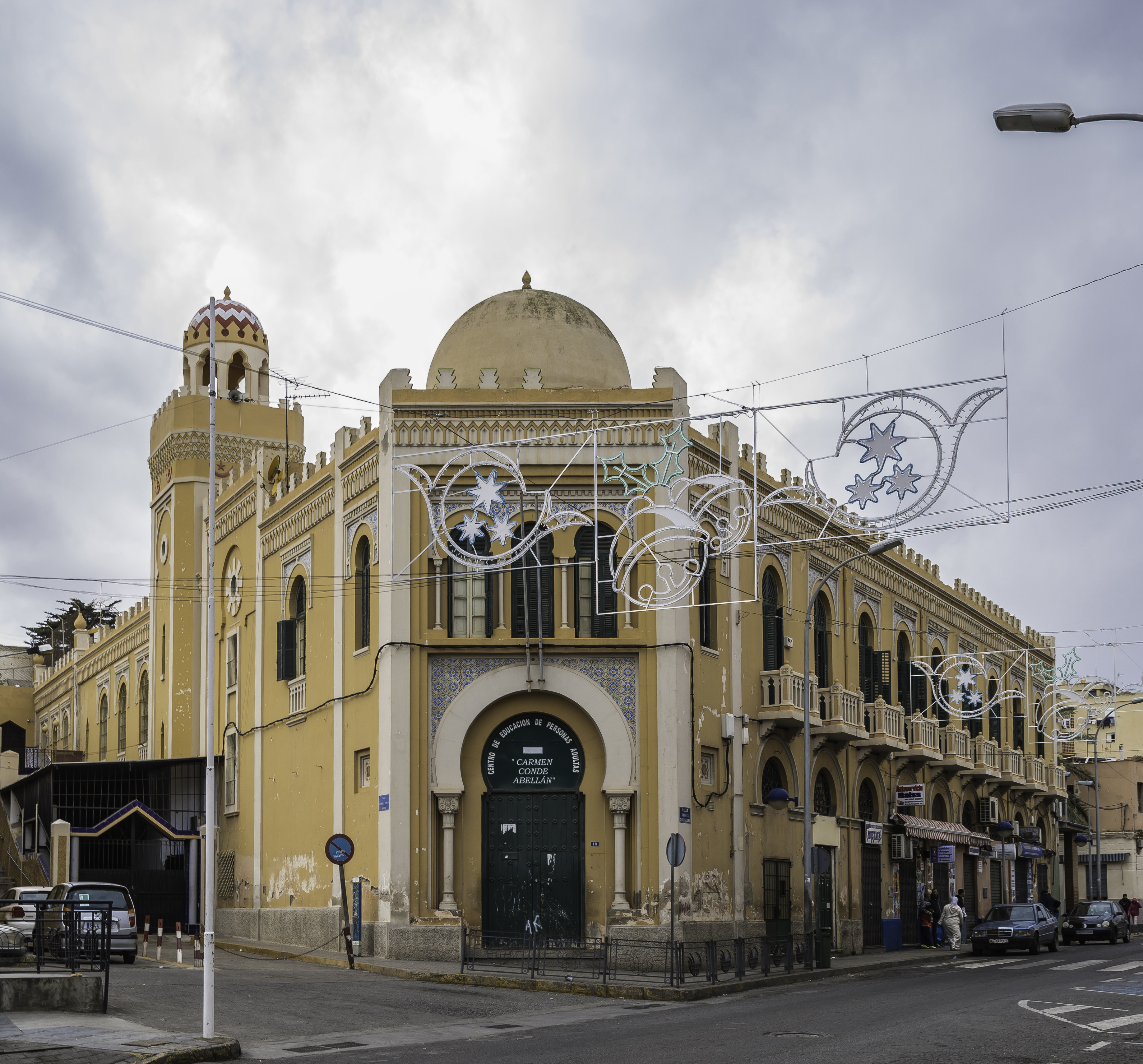
La mosquée centrale de Melilla, dont Lobera souhaitait ardemment l’édification.

Dans une tribune parue en novembre dans le journal El Defensor de Ceuta et reprise ensuite par El Telegrama del Rif, Lobera faisait part de ses impressions sur la place forte de Ceuta, visitée par lui en octobre 1904, dont la mise en valeur militaire était très supérieure à son développement commercial, auquel, selon lui, Gibraltar, Tétouan et Tanger portaient préjudice,.
Fin novembre 1904, Cándido Lobera faisait paraître une série de quatre articles, traitant de ses Impressions de voyage après son séjour à Malaga (où il se réjouit de la fraternité entre Espagnols et Rifains), sur le morne de Gibraltar (où il plaida pour une alliance avec les Britanniques), à Ceuta (où il marqua son désaccord avec les charges municipales, y voyant un contre-argument pour l’instauration d’un régime semblable à Melilla) et enfin, derechef à Ceuta (où il stigmatisa la cherté de la vie, le caciquisme et les relations tendues avec la campagne limitrophe),.
Début juillet 1905, à bord du navire Sevilla, il couvrit le voyage de trois jours effectué par le gouverneur de Melilla, le général Enrique Segura, aux Présides mineurs, à savoir les îles Zaffarines, El Hoceïma et le Peñón, analysant leur potentiel comme centre commercial et pôle d’influence espagnols,,,.
En mars 1906, à l’occasion des accordailles du roi avec Victoire-Eugénie de Battenberg, le journal édita un numéro spécial bilingue, regroupant divers textes de commerçants musulmans et de hautes personnalités du gouvernement espagnol et de la place de Melilla. À partir de septembre, la date de parution apparaissait également en arabe suivant le calendrier musulman, tandis qu’était insérée une Section arabe, encore que dès avant cette date des nouvelles aient été publiées dans cette langue,,,. En 1908, la section arabe du journal continuait de paraître, avec dorénavant (sur proposition de Lobera) Mohamed Abdelkrim comme rédacteur,,. En 1912, le journal allait passer à six colonnes, avec nombre égal de pages (jusqu’à six dans quelques cas), et maintien de l’« Information arabe ».
En juillet 1906, pendant son déplacement en métropole, Lobera publia dans El Defensor de Granada une série d’articles sur « l’avenir de Melilla », reproduits ensuite dans El Telegrama del Rif, dans lesquels il esquissait le passé et le présent de la ville, et se penchait sur son commerce et sur les « richesses du Rif »,,,,.
En juin 1907, dans un article intitulé « Melilla et l’insurrection », Lobera affirmait que la région de Melilla était favorable à la rébellion contre le Makhzen, soulignant l’« impuissance du Makhzen […] à rétablir l’ordre dans le Rif ». Il y aurait lieu, selon l’auteur, que l’Espagne agisse pour remédier aux effets désastreux que cela produit depuis des années sur Melilla. La solution consisterait en « l’action de police en tache d’huile, heureux concept du général Liautey». Cet article, et d’autres sur le même sujet, allait connaître un retentissement inhabituel dans la presse nationale espagnole,,,.
En janvier 1908, Cándido Lobera jugea inopportun l’abandon de la Mar Chica et du fort de Mohamedia par les troupes chérifiennes, qui laissait aux rebelles rifains toute licence d’y établir, comme jadis, un comptoir commercial, au préjudice du commerce avec Melilla, et plaida pour que ce soient les soldats espagnols qui occupent ces lieux. Ces opérations rebelles, dit-il, préoccupaient la tribu des Kebdana, qui redoutait à présent les représailles du prétendant sur la rive gauche du fleuve Moulouya. Lobera proposait de dépêcher un détachement au cap de l’Eau (Cabo de Agua) pour y préserver les intérêts espagnols et défendre les tribus fidèles au sultan. Il s’applaudit de la mesure prise par le général Primo de Rivera pour renforcer la Compagnie de tirailleurs du Rif, et plaidait pour la création de troupes indigènes commandées par des cadres espagnols,,,,.

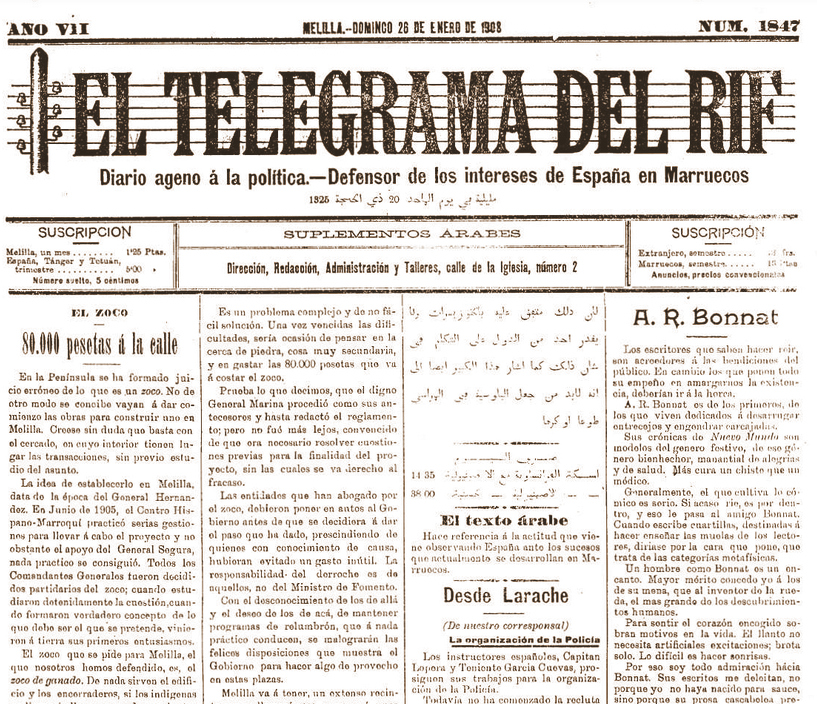
Une de l’édition du journal en date du 26 janvier 1908. On note la présence de la Section arabe.

Dans un article d’août 1908, Cándido Lobera évoqua les « Béni Ouriaghel », kabila réfractaire et guerrière implantée sur la baie d’El Hoceïma, exposant leurs particularités, décrivant le territoire avec son potentiel agricole, minier, commercial et portuaire, et campant leurs habitants, avec cette précision : « Il y a quelques indigènes très cultivés, anciens étudiants de Fez ; parmi eux figure mon camarade Abd-el-Krim, chargé de la section arabique du présent périodique »,. Dans un autre article du même mois, il s’attarda sur les mines de Béni Bou Ifrour, sur le « Mont-de-fer », les gisements métallifères, les ouvriers indigènes, l’ambition des caïds, le personnel espagnol, le tracé de la ligne de chemin de fer, et sur la compagnie d’exploitation Sindicato español Minas del Rif,. 
En novembre et décembre 1908 paraissaient dans El Telegrama del Rif les douze contributions qui allaient être recueillies plus tard dans l’ouvrage El problema rifeño, édité en mars de l’année suivante, aux frais de l’auteur, et dont, précise-t-il, « un millier d’exemplaires seront distribués gratuitement aux sénateurs, députés, journalistes et toute personne pouvant influer sur la solution de ce problème d’importance vitale pour notre Place et pour celle de Ceuta »,.
En septembre 1908, il évoqua la figure de Víctor Ruiz Albéniz, médecin espagnol des mines de Beni Bou Ifrour, surnommé El Tebib, vantant son mode d’action et les succès obtenus par la médecine européenne, dont il compte qu’elle fera figure de héraut civilisateur chez les tribus rifaines,.
En janvier 1909 parut son article « La opinión y el problema rifeño », où il déplora la faible répercussion de ses articles dans la presse madrilène et s’insurgeait contre l’idée fausse que l’intervention espagnole n’obéirait qu’aux intérêts miniers du capital privé, affirmant qu’il « ne s’agit plus de conquérir le Rif […]. Ce que l’on ambitionne, c’est que les choses reviennent à l’état où elles se trouvaient lorsqu’existait une autorité dans la campagne voisine ».  Il répéta sa plainte dans un article de mars 1909, insistant que c’était à l’armée de définir la voie à suivre, que c’était elle qui « doit jeter la première semence dans ces territoires »,,.
Dans un article de juin 1909, il relata l’excursion qui l’avait mené des limites de Melilla jusqu’au kilomètre 5, à bord de la locomotive de la compagnie minière Norte-Africano, à l’invitation de son directeur Alfredo Massenet, et se déclara satisfait que les travaux aient été réactivés et se déroulent sans incidents,,. Mais le 9 juillet 1909 eut lieu l’attaque rifaine contre les travailleurs de la voie ferrée de la Compañía española Minas del Rif. Cándido Lobera, qui participa activement, au commandement de sa batterie à pied, à la réaction militaire espagnole, fut blessé dans la journée du 23 juillet. Au lendemain des événements du Ravin-aux-Loups (Barranco del Lobo), au début d’août, il reprit du service actif dans le rang, dirigeant les batteries de l’Hippodrome et du fort de Camellos, jusqu’à la fin de l’année 1909,. 
El Telegrama del Rif, lu par les deux bords, faisait à l’occasion office d’instrument de dissuasion à l’intention des combattants rifains, témoin l’information suivante au sujet des canons Schneider nouvellement acquis par l’armée espagnole :

« Nous ne croyons pas que ce serait indiscrétion de notre part que de donner à connaître quelques particularités sur cet équipement, attendu qu’il est bien connu en Europe ; quant à la harka, qu’elle en prenne note si elle le désire, pour qu’elle se rende à discrétion avant que les obus brisants n'éclatent au-dessus de leur tête ». »

En janvier 1911, dans son compte rendu du voyage du roi Alphonse XIII à Melilla, Lobera décrivit l’œuvre de « pacification » espagnole menée au travers d’une action politique consistant à inspirer confiance à l’« aborigène », à redonner vie aux souks, à garantir la sécurité du trafic commercial et à aménager des infrastructures notamment routières, vantant les efforts de la garnison et la population civile dans la « future expansion industrielle, agricole et commerciale ». S’appuyant sur l’exemple français de la ligne de chemin de fer Marnia-Taourirt, à usage tant militaire (transport et approvisionnement des troupes) que commerciale, Cándido Lobera plaida pour la construction de la ligne Nador-Sélouane-Sidi Sebbari ou Mouley-el-Bacha, pour contrer la concurrence de la ligne française sur les marchés de la rive gauche (espagnole) du fleuve Moulouya,,,.
À la mort de Joaquín Costa en 1911, Cándido Lobera consacra au « Costa africaniste » (selon le titre de son article), une nécrologie en première page, où il exhuma des extraits du discours prononcé par Costa en 1884, en soulignant l’actualité de son argumentation, notamment sur le caractère méditerranéen des deux peuples, rifain et espagnol, sur le développement politico-militaire sur les deux rives, et sur leur devenir historique, et en postulant la nécessité de l’interventionnisme espagnol sur le sol africain,.
Entre 1907 et 1910, le commerce total de Melilla quadrupla en valeur, selon les données que l’auteur avait lui-même confectionnées. Cándido Lobera analysa chacune des principales marchandises importées,.
En février 1912, le journal publia sur toute la largeur de sa première page un article de Lobera sur l’échange de prisonniers alors en cours, rappelant l’historique de la captivité de ces Espagnols et les lettres échangées pour réaliser leur libération, et relatant le déplacement de Lobera à Tifasor en compagnie des prisonniers rifains sujets de l’échange (il s’offrit même de servir d’otage, pendant que seraient libérés deux autres Rifains). L’échange une fois mené à bien, « les pauvres garçons pleurent de joie. Nous sommes tous bouleversés. Ils baisent la main de monsieur Aizpuru et font de même avec les autres officiers. […] Je ne me souviens pas d’un épisode qui ait produit sur moi une si profonde impression. Je regarde les uns et les autres et vois que des larmes coulent sur les joues de tous »,. 
Dans une chronique de février 1912, il relata son périple du 19 de ce mois, au départ de Melilla à 7 heures du matin, au sein d’un groupe de journalistes correspondants de guerre chargés de couvrir la campagne militaire alors en cours, et accompagnant le capitaine général. Le détachement, qui avait pour mission de planifier et de réaliser le châtiment des Béni-Bou-Yahi, auteurs de l’attaque du lundi précédent, gagna ainsi Sélouane, puis de là Mont Arrui, faisant soixante morts et de nombreux blessés dans ladite kabila. Le 9 mars, Lobera assista, à l’invitation de la Compañía española de Minas del Rif, à l’inauguration du chemin de fer Nador-Sélouane,. 
Comme journaliste de guerre habitué à s’intégrer au quartier-général, Lobera partit le 22 mars 1912 à Ras Medoua et le 23 à Yadoumen, dans l’intention de suivre les opérations visant à occuper de nouvelles positions sur le cours inférieur du fleuve Kert. Il lui fut ainsi donné de couvrir l’opération de Yadoumen le 13 mai 1912, qui allait deux jours plus tard mettre fin aux jours d’Améziane, chef de guerre de Ségangane,,,,.

#### Nouveau siège du journal (1912)

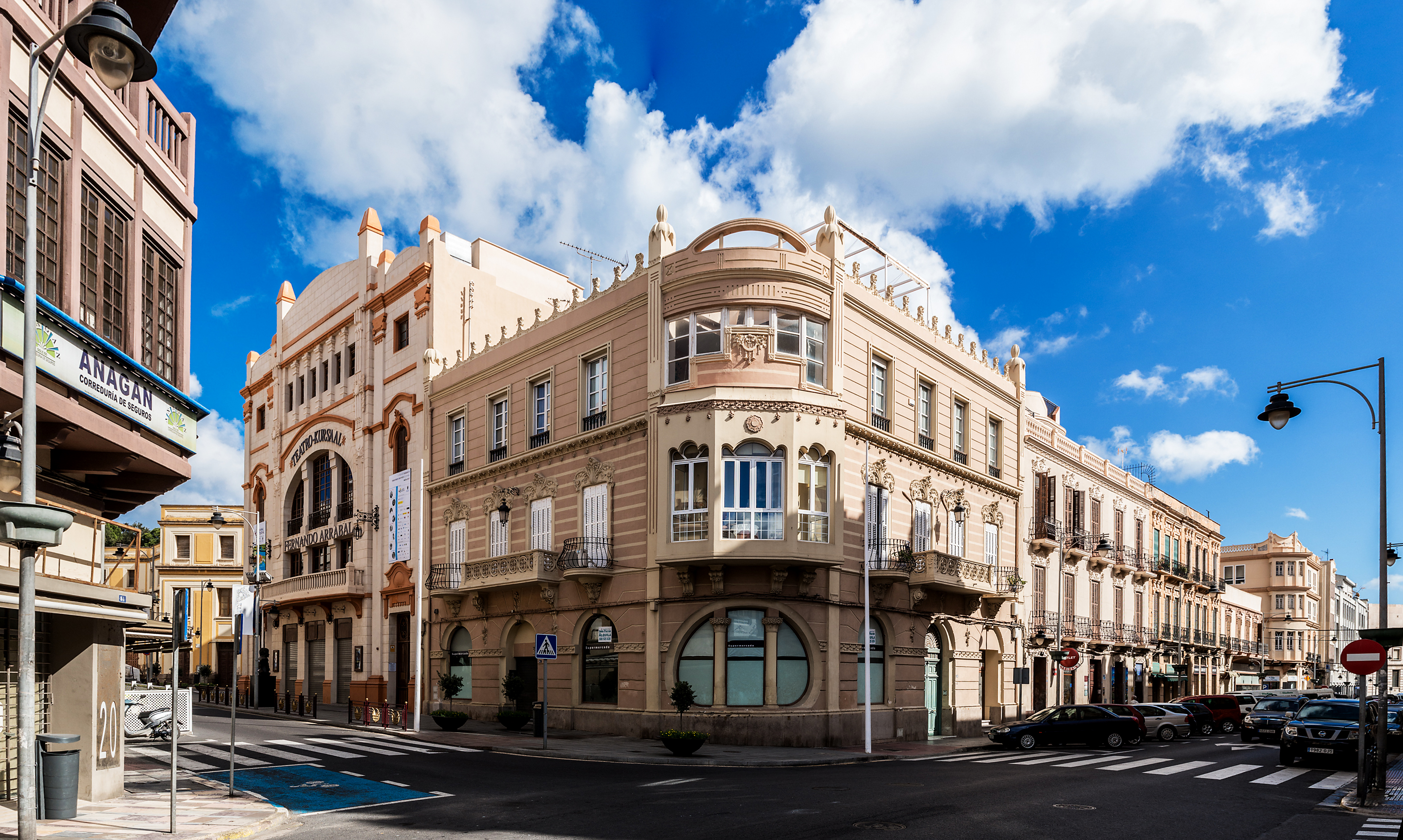
Bâtiment ayant à partir de 1912 abrité les bureaux du journal, dans un proche faubourg de Melilla. L’étage servait de domicile au fondateur-directeur Cándido Lobera.

En 1912, le journal établit ses bureaux dans un nouvel immeuble, sis dans les proches faubourgs, construits de fraîche date, de Melilla. Cet édifice, de style Art nouveau (modernismo, en espagnol et catalan), dû à l’architecte Enrique Nieto, était propriété de Cándido Lobera, qui allait y résider avec sa famille.
Entre-temps, la population de la ville avait atteint en 1913 le chiffre de 57 554 habitants (dont 27 891 militaires permanents),, et passa à 58 906 habitants en 1914,, et à 57 864 habitants de droit (49 790 de fait) en 1918,.
Début 2013, la Capitainerie générale fut supprimée, en conséquence de quoi le général José García Aldave quitta la ville. La Comandancia general, la nouvelle haute autorité militaire, institué dans le même mouvement, reçut à sa tête comme commandant général de Melilla Francisco Gómez Jordana. Comme auparavant, Lobera allait faire office d’intermédiaire entre les négociants musulmans et la nouvelle instance, à laquelle il répéta leur désir de voir construite une mosquée dans la ville,.
Le 20 février 1913, Lobera, en son nom et au nom de la rédaction du journal, expédia un télégramme au commandant général de Ceuta, Felipe Alfau Mendoza, pour le féliciter d’avoir conquis Tétouan,. En juillet et août 1913, il rédigea, sous le titre « La guerra en Tetuán. Impresiones de un viaje », une série de sept chroniques relatant son voyage à Ceuta et Tétouan, où il prenait le pouls de Tétouan, ville naissant à la modernité, et brossait un tableau de ses habitants, dont nombre de Mélilliens en quête d’un nouvel Eldorado, et de ses perspectives économiques,, consacrant toute une chronique à l’industrie de Tétouan (poterie, céramique et mosaïques) et examinant le trafic commercial de Tétouan avec Melilla. Il évoquait son entretien avec Primo de Rivera, lors duquel furent abordées les stratégies guerrières des résistants rifains. En passant, il décrivit le campement des Regulares de Melilla et celui d’infanterie, et relata son entrevue avec le général Berenguer,.
En février 1914, il entama une série de six articles intitulée « Melilla en 1913. Un año de mando » (Une année de commandement), où il informait du travail réalisé l’année écoulée en matière de colonisation, répliquant aux critiques contre l’intervention « protectionniste » — c’est-à-dire dans le cadre du protectorat — espagnole au Maroc, plus particulièrement l’œuvre accomplie par le général Gómez Jordana, mettant en évidence son savoir-faire politique, la réorganisation militaire du territoire, l’action pacificatrice, les progrès de Melilla au niveau local, la colonisation agricole, la mise en place de dispensaires à l’intention des autochtones et le souci de leur instruction et de leurs intérêts culturels,,,,,.
En avril 1914, il couvrit l’entrevue du général Gómez Jordana avec Baumgarten à Zaio, les montrant tous deux désireux d’entretenir de bonnes relations de voisinage dans les limités assignées à la France et à l’Espagne dans le Protectorat du Maroc,.
En mai 1914, à la suite de l’opération militaire de Taza, il fit l’éloge, dans un article d’opinion, de la manière de procéder politique et militaire des Français, qui avaient réussi à s’emparer de Taza sans effusion de sang, et rappelant les possibles avantages d’une action combinée des deux pays. En mai et juin, dans une série d’articles sur les opérations militaires espagnoles au Maroc, il donnait en exemple de pénétration pacifique, accomplie à l’instar de la France, l’occupation par Jordana des hauteurs de Ziata,. Dans un éditorial du même mois de mai 1914, il riposta à la campagne de presse contre l’action espagnole au Maroc. En juin, dans une chronique, il informa sur la conquête des montagnes de Ziata et, grâce à celle-ci, de l’occupation totale de la province de Garet, obtenue par une tactique répondant au principe de « pénétration pacifique armée »,.
En juin 1914, à son retour de Madrid, où il était resté quinze jours, il rendit compte, dans un article intitulé « Impresiones de la Corte: desaliento y fe » (Impressions de la capitale : désenchantement et foi), de l’hostilité palpable envers l’action espagnole en Afrique, dénoncée comme onéreuse et sans bénéfices, hostilité s’expliquant, selon l’auteur, par une méconnaissance de la façon correcte de procéder de l’Espagne, désormais davantage politique que militaire,.
Dans un article de mai 1915, il se félicita du passage du fleuve Kert par les troupes espagnoles en vue d’occuper le plateau de Tikermine. Son article « Política et fuerza » (Politique et Force), qui concluait ce thème, permit au journal d’atteindre l’un de ses plus hauts tirages, avec 14 000 exemplaires vendus,,,. En septembre parut une nouvelle chronique sur les avancées au-delà du Kert, où Lobera, présent sur les lieux, racontait la première opération commandée par le général Aizpuru pour étendre l’autorité espagnole dans la zone de M’Talza,. Sa visite en novembre 1915 à la position de Mont Aroui, placée sous le commandement du colonel Cavanna, le faisait conclure à la faisabilité de l’œuvre conjointe civile et militaire dans la colonisation du Maroc,. En février 1916 à nouveau, comme chroniqueur et accompagnateur du quartier-général du général Aizpuru, Lobera participa à « une nouvelle avancée sur la rive gauche du Kert », c’est-à-dire en Béni-Saïd,. En mai 1916, il accompagna la colonne en provenance de Tétouan, qui, en présence des généraux Gómez Jordana et Villalba, et d’El-Raisuni, s’empara des positions stratégiques sur la ligne Larache-Tétouan-Tanger,,.

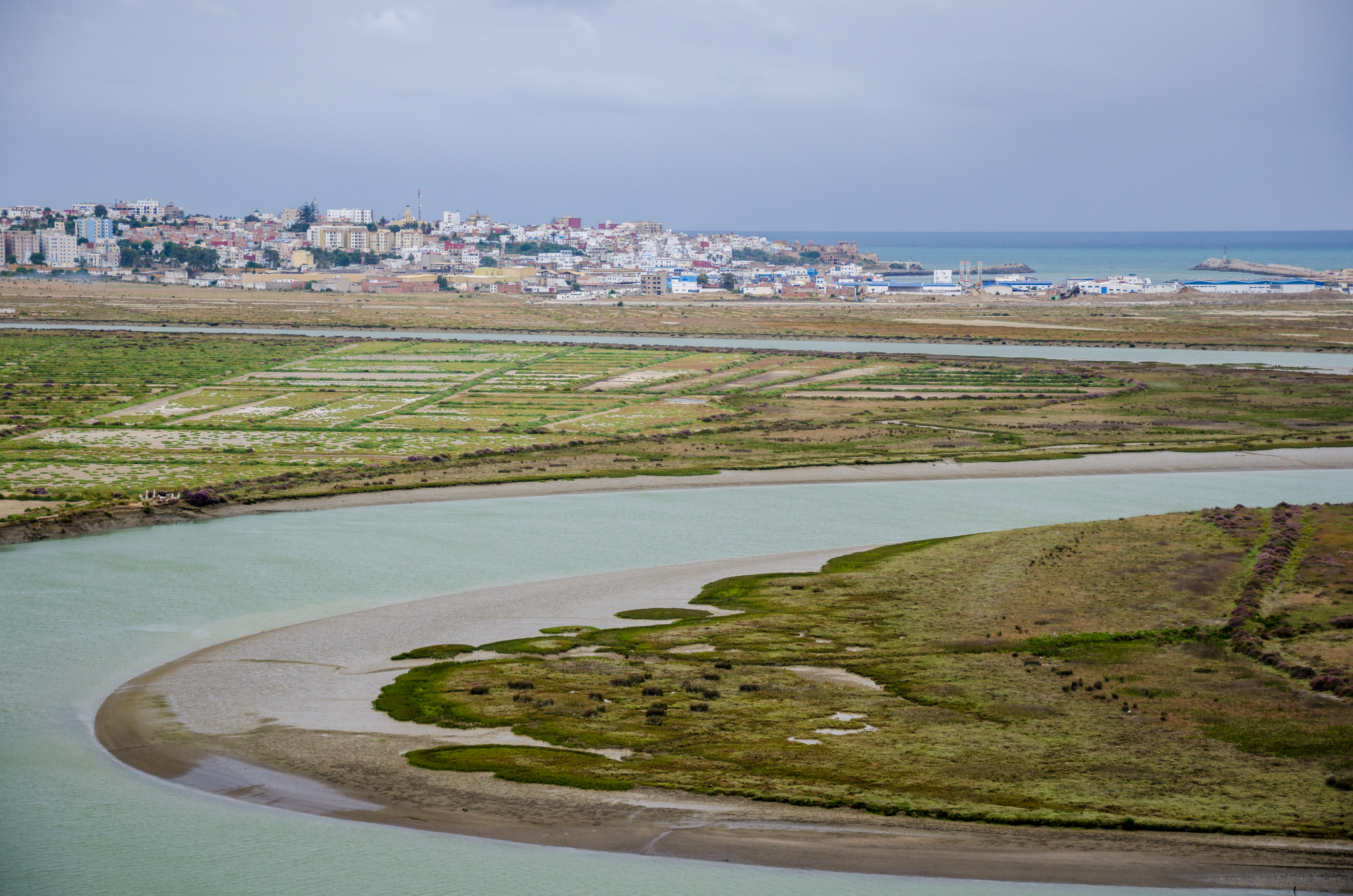
Estuaire du Loukkos avec à l’arrière-plan la ville de Larache.

En août 1915, il effectua à Larache, en compagnie du haut commissaire Francisco Gómez Jordana, une visite qui sera l’occasion de sept chroniques dans El Telegrama del Rif, où il décrit l’urbanisme, l’orographie, le réseau de communications, l’immobilier, les personnalités, le camp d’Alcázar-Kebir, les plantations et l’estuaire du fleuve Loukkos, le sanctuaire de Bou-Ghaleb, etc.,.
En octobre 1915, le journal El Imparcial publia un compte rendu très positif de Lobera sur l’exposition franco-marocaine de Casablanca, où la France mettait en relief sa puissance économique au Maroc,. 
En 1916, il faisait allusion à Habib Abdselam Saadi comme rédacteur « pour un certain temps » de la section arabe du journal, paraissant ainsi délier Abdelkrim de cette responsabilité,. Selon Stanley Payne, Abdelkrim avait « dirigé la section arabe du journal […] et réussi à la transformer en une section de virulente propagande antifrançaise. En 1917, les protestations françaises avaient atteint un tel degré d’insistance que la section fut supprimée et Abdelkrim mis en détention ».
En février 1916, à l’issue d’un déplacement à Tétouan, Cándido Lobera commença à publier une série de contributions intitulée « Problemas del Protectorado », où il informait sur : la tranquillité obtenue grâce à la « pacification » réalisée dans la zone de Ceuta ; la nouvelle physionomie de Tétouan et de la Haute-Jbala ; l’urgence de la liaison routière Tétouan-Larache, insistant sur la nécessité de poursuivre la pacification dans le protectorat espagnol, sans hâte et sans esprit d’économie excessif, et relevant le problème que représentaient pour le développement des différents projets l’énorme bureaucratie administrative (« indigène » autant que nationale), laquelle absorberait en grande partie les budgets croissants destinés à activer la zone, et la lenteur liée à la centralisation de la plupart des matières, par quoi les attentes commerciales étaient souvent frustrées, faute que les projets (hôpitaux, approvisionnement en eau, routes, etc.) aient pu être accomplis à temps et dans les formes voulues. Une fois de plus, il insistait sur la nécessité que le fonctionnaire affecté en Afrique soit dûment préparé,,.
En décembre 1918, le député aux Cortes Rodríguez de Viguri envoya de Madrid à Lobera un télégramme l’informant que, suivant ses indications, il avait plaidé auprès du gouvernement pour une représentation de Melilla aux Cortes, les deux hommes jugeant indispensable que la ville ait une voix au parlement,.

#### Conquêtes espagnoles de 1920 et débâcle d’Anoual
En mai 1920, Cándido Lobera assista, à titre de membre du quartier-général, aux opérations du général Silvestre dans les territoires de Kelatcha et d’Oulad devant permettre le prolongement du chemin de fer Nador-Batel-Tiztoutine. Une nouvelle avancée, sous la direction du même quartier-général, eut lieu plus tard le même mois, les troupes espagnoles parvenant à 10 km de Tafersit et à 15 km de la colline de Midar. Le journaliste Lobera rapporta les phases de l’opération, les colonnes qui y prirent part, les positions proches et les environs, ainsi que l’appui de l’aviation,,. Début août 1920, le douar de Tafersit fut pris par les Espagnols, ce qui était l’objectif de Silvestre, et ce dont Lobera rendit compte avec détail le lendemain,. Dans la même journée, Abdelkrim père, naguère ami des Espagnols, avait combattu à la tête d’une harka (milice armée) de Beni Ouriaghel et devait mourir trois jours après, dans son bourg natal d’Ajdir, ce dont El Telegrama del Rif fut seul à annoncer. Lobera, après avoir indiqué que le décédé était « le Rifain le mieux pourvu de matière grise »,, donna le « conseil d’un vieil ami » à ses fils :

« Et ceux qui connaissent les véritables sentiments de l’Espagne, qui ont touché de près les bienfaits de notre œuvre civilisatrice, et sont fermement persuadés de l’inutilité de résister, doivent reconnaître leurs erreurs et militer à nouveau dans le camp ami, en renonçant à des positions de pouvoir qui ne peuvent être défendues ni acceptées. C’est un conseil désintéressé d’un vieil ami qui les aime. »

D’Ajdir, les frères Abdelkrim lui répondirent quelques jours plus tard, démentant la prétendue hostlilité de leur père à l’action de l’Espagne, et affirmant en conclusion :

« Nous, fils de cet Abdelkrim, qui n’oublions pas les bienfaits particuliers que l’Espagne nous a prodigués, faisons le vœu de la prospérité de l’Espagne et de sa zone du Protectorat, et aspirons au prompt développement de celle-ci. En même temps, nous vous assurons de notre concours à ladite œuvre. »

En septembre 1920, il couvrit la percée espagnole dans l’Igzennayen, à la suite d’une nouvelle opération en Béni Touzine, exécutée sur les instances des Béni Touzine eux-mêmes devant le harcèlement par une harka réfractaire. Les 8 et 10 septembre, Lobera dressa le bilan des opérations de printemps, été et automne 1920 et notait :

« Afin qu’à bref délai, quand se feront sentir simultanément les pressions à partir de Melilla et de Tétouan sur Beni Ouriaghel, une légende de plus soit effacée et un fantasme ait disparu qui n’aurait pas dû exister en l’an 20 du XXe siècle. »

Suite aux difficultés d’approvisionnement de Melilla, une commission, formée de Lobera et de deux autres personnalités, fut envoyée à Madrid en septembre 1920, sous les auspices de Silvestre, et fut reçue par le ministre de la Guerre, ensuite par le ministre de l’Équipement, puis eut, en compagnie du vicomte d’Eza, une entrevue avec le ministre de l’Instruction publique, le marquis de Portago, pour solliciter une augmentation de salaire pour les instituteurs de Melilla,,.
En octobre 1920, 1942 Lobera quitta à nouveau Melilla pour faire le reportage des opérations dans la zone occidentale, plus particulièrement de la conquête de Chefchaouen. Peu après, le journal publia ses billets envoyés de Chefchaouen, où il décrivait le bourg, ses rues, ses populations, ses légendes et son industrie (moulins et textile),.
En novembre 1920, Lobera consacra un article à la Légion (étrangère) espagnole, sous le commandement du lieutenant-colonel Millán-Astray, décrivant ses banderas (bataillons), ses commandants, dont notamment Franco, et observant que tout le corps d’officiers était d’origine galicienne ou cubaine,.
Début décembre 1920, Lobera et d’autres officiers accompagnèrent Silvestre « à la campagne », passant la nuit à la caserne de Driouch, assistant à la prise de la kasbah de Haddou-Ben-Taïeb, marchant sur Kandoussi, et assistant à la conquête de plusieurs positions dans la kabila de Béni Saïd autour du mont Mauro. Il fut présent lorsque le drapeau espagnol fut hissé au sommet du mont Mauro le 11 décembre 1920, ce qui était « pour tous l’un des jours les plus heureux de la vie »,. 
Lobera eut sa dernière rencontre avec Silvestre le 18 juillet 1921, lorsque, aux côtés d’autres délégués, il se présenta à la Comandancia General de Melilla pour lui remettre le message des organes économiques concernant le changement de régime administratif de la ville. La mort par suicide de Silvestre le 20 juillet à Anoual n’allait être confirmé par El Telegrama del Rif que le 26 juillet suivant,.

#### Contre-offensive espagnole (septembre-octobre 1921)
Lors de la contre-offensive espagnole qui fit suite en septembre-octobre 1921 à la débâcle d’Anoual, Lobera revint à Souk-el-Hach de Béni Sicar pour y embrasser son vieil ami Sidi Abdelkader. Dans un article, il décrivit une journée de travail type du haut-commissaire Berenguer au quartier-général de Melilla, son état-major, l’activité du général Cavalcanti et l’Office central des Affaires indigènes — tous se préparant à la reconquête,. 

« Et nous sortirons victorieux — nul n’en doute — et la normalité sera rétablie ; et la revanche sera proportionnée au revers ; et l’armée conquerra de nouveaux lauriers ; et l’indompté Rifain restera soumis pour toujours ; et depuis leurs tombes, les victimes de la perfidie et de la trahison d’un peuple ingrat entonneront des hymnes de gloire — peuple ingrat dans la poitrine duquel seuls deux sentiments se sont nichés : la crainte et l’intérêt ». »

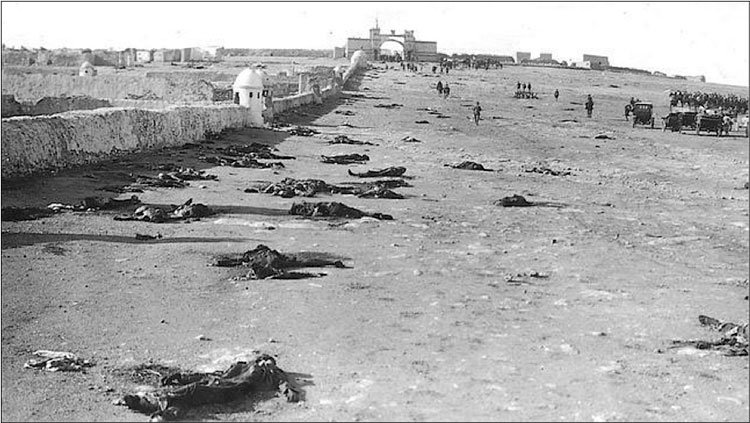
Chemin conduisant au fort de Mont-Aroui tel qu’il fut découvert par les Espagnols après leur reconquête du lieu.

À la mi-septembre 1921, à bord d’un remorqueur sur la Mar Chica, Lobera observa l’avance des troupes espagnoles et le déroulement du combat pour Nador, puis, débarqué, parcourut la ville, se disant « tristement impressionné par la visite ». Dans un article suivant, intitulé « Los rebeldes exteriorizan el gran quebranto moral y material que han sufrido » (littér. Les rebelles extériorisent la grande brisure morale et matérielle qu’ils ont soufferte), il compléta sa chronique antérieure par une vue d’ensemble de l’opération victorieuse à Nador,, puis, dans un autre compte rendu, relate la réouverture de la route Melilla-Nador, le déblaiement des ruines, le destin des prisionniers libérés, l’action du général Sanjurjo à Nador, puis fin septembre, d’autres opérations victorieuses des troupes espagnoles et de la colonne de Sanjurjo,,. Lobera poursuivit ses reportages sur le théâtre des opérations en octobre 1921, notamment sur les combats dans la vallée de Ségangan et autour de la colline d’Atlaten le 2 octobre, combats destinés à prévenir une possible menace sur la ville de Melilla. Ce fut aussi l’occasion pour lui, le 6 octobre, de faire cette réflexion :

« Le journalisme moderne requiert une activité que le public ignore. Il est bien certain que s’il le savait, il serait plus indulgent envers nous qui, inspirés par le patriotisme, divulguons les exploits et prouesses de cette valeureuse armée qui va châtiant les Rifains, pour être ensuite la sauvegarde du Protectorat, complément indissociable du châtiment. »

Dans une chronique du 15 octobre, il apporta son témoignage sur Sélouane reconquise. Auprès du député socialiste Indalecio Prieto, il observa avec ses jumelles, depuis la route, la kasbah de Sélouane et le chemin qui y mène (la « via dolorosa »), avant d’y pénétrer plus tard et de la trouver, ainsi que le bourg et l’aérodrome, totalement en ruines,. De l’un des bastions de la kasbah, il suivit des yeux le déploiement et l’avancée des troupes espagnoles en direction de Mont Aroui, avant de se rendre lui-même à cette position par la route, et de parcourir l’enceinte du fort et la bourgade, faisant état, selon ses observations, d’un nombre de cadavres approchant les 3000,,. Lobera écrivit sur ce qu’il avait vu à Mont Aroui une chronique assez longue où il ne rechignait pas à donner quelques détails horribles, au contraire p. ex. du reportage beaucoup plus sobre de Fenech Muñoz pour La Vanguardia,. Dans l’avancée ultérieure, couverte également par Lobera, l’armée espagnole découvrit les positions de Tiztoutine et de Batel totalement détruites.

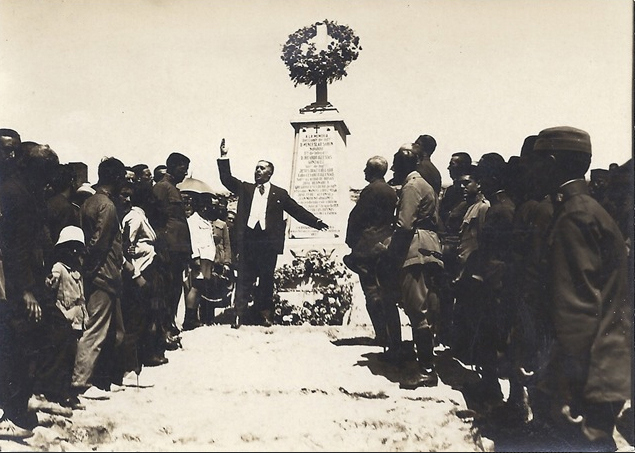
Cándido Lobera prononçant un discours lors de l’inauguration d’une stèle en l’honneur des défenseurs de la farinerie de Nador (juin 1922).

Entre-temps, à partir du 6 septembre 1922, la Section arabe du journal redémarra, désormais confiée à l’arabisant Baldomero Tabares. En février 1922, Lobera émit des doutes quant aux rumeurs de changement d’attitude d’Abdelkrim, prétendument devenu favorable à la France, doutes reposant sur les conversations qu’il avait eues avec lui quand il était rédacteur au Telegrama del Rif, et où il se montrait toujours très hostile à l’action de la France,.
En février 1922, dans un éditorial consacré au rapport d’instruction Picasso, il déclara qu’« en même temps que le rapport sur les responsabilités, il faudrait faire parvenir au parlement aussi celui des mérites », afin que les fautes et manquements survenus dans la débâcle d’Anoual soient contrebalancées par les actions viriles et audacieuses, qui apportent la note consolatrice dans cette tragédie,. En juillet 1923, il exprima le point de vue que le « désastre d’Anoual » n’est autre que le résultat d’une mauvaise interprétation par le général Silvestre du mouvement des milices rifaines, qui n’avaient pour but que de relever les gardes et non d’attaquer le camp militaire d’Anoual, le repli des troupes espagnoles ne se justifiant donc pas,. 
En février 1922, il commenta un possible courant d’opinion antisémite à Tétouan, dirigé contre des propriétaires juifs ayant congédié des commerçants dans le centre-ville. Il exprima le souhait que :

« ne soient pas avivés des sentiments qui, dans le fond, ne peuvent pas avoir des idées religieuses pour mobile. Susciter des haines, apporter au Maroc la guerre de religion, serait le plus grand des maux dont nous pourrions souffrir. »

En janvier 1923, dans un article intitulé « Semitismo y antisemitismo en Marruecos », il argua que l’un et l’autre sont, dans leur forme extrême, également dangereux et prônait le vivre-ensemble dans le respect mutuel des trois religions, ainsi que l’union de leurs aspirations dans le domaine social et économique,.

#### Déménagement des Lobera à Malaga (1922)
En août 1922, comprenant que ses propositions pour améliorer la ville n’étaient pas suivies, Cándido Lobera quitta Melilla et élut domicile à Malaga avec son épouse, mais continua à contribuer à son journal. En septembre 1922 parut un article de lui, intitulé « La república rifeña, ideal irrealizable », où il analysait les paroles du dirigeant rifain Abdelkrim :

« Au long des sept années où Abdelkrim était rédacteur au Telegrama del Rif, nous avons parlé des centaines de fois — dans l’intimité — de l’action de l’Espagne au Maroc, des modalités du problème et de ses solutions pratiques, et comme je connais ses idées et convictions, je ne crois pas qu’il prenne au sérieux les intentions qu’on lui attribue. Quelque grande qu’ait été son évolution, il ne peut avoir oublié le sort réservé à tous ceux qui ont tenté de s’ériger en souverains du Rif. […] Pas davantage n’ignore-t-il l’interprétation que les Rifains donnent au mot « république ». Quand ils disent « cette république », ils expriment que l’anarchie règne. […] En résumé : la « république rifaine » est une discussion de souk. Le chef rebelle est le premier à ne pas la prendre au sérieux et il se sera mis à rire en voyant les commentaires qui ont été faits sur elle en Espagne. Car il nous faut avertir : Abdelkrim est un grand ironique. »

En juillet 1923, Lobera affirmait dans ses articles que l’idée d’une république du Rif était l’œuvre d’agents du colonialisme français aspirant à mettre sous leur coupe toute l’Afrique du Nord,. 
En octobre 1922, à propos de l’intervention envisagée contre Al Hoceïma, il réitéra son ancienne position selon laquelle c’était là que résidait la clef du problème rifain, pointant que « tant que nous n’aurons pas assujetti la puissante kabila de Beni Ouriaghel, il n’y aura pas de paix dans le Rif »,.
En novembre 1922, il défendit la cause des commerçants musulmans du Mantelete (marché couvert à Melilla), dont les échoppes avaient été attaquées et les marchandises détruites lors d’une manifestation pour les captifs espagnols détenus par Abdelkrim, et demanda, « par égard pour une politique de pacification et de reconstruction », que leur soit versée une indemnisation juste,.
Le même mois de novembre 1922, venant d’informer dans les colonnes de son journal sur le débat en cours au Congrès à propos du rapport d’instruction Picasso et sur la requête, au Sénat, de mise en accusation de Berenguer, il conclut ses contributions par la réflexion finale suivante :

« On éprouve une peine immense à voir que la désunion du secteur militaire et certaines phases de son action déterminent l’attitude que l’on observe à son égard. Il est impossible, à Melilla, de se faire quelque idée du degré qu’atteint le divorce entre le pays et le secteur militaire. De la présente grande crise, il faudra qu’émerge une réorganisation qui corrige plusieurs lamentables erreurs, et alors en surgira une armée d’une efficacité maximale, intimement liée au peuple, grâce à laquelle il sera mis un terme à ces douloureux spectacles qui affligent les militaires espagnols, et dont nous aspirons qu’elle soit l’armée miroir de toutes les vertus et le bras puissant de la Patrie, crainte à l’extérieur et vénérée à l’intérieur. »

Quelques mois plus tard, en février 1923, il dénonça le rôle du défaitisme national dans l’action espagnole au Maroc, qui devait se ressentir sur le théâtre d’opération, politique et militaire, et rendre les efforts espagnols stériles, car pour les Rifains, « la clémence et le pardon prématurés valent impuissance ». Dans le même sens, El Telegrama del Rif reproduisit en mai 1924 un article du lieutenant-colonel Francisco Franco, auparavant publié dans Revista de Tropas Coloniales, où celui-ci arguait que la passivité et l’inaction « sont dans la guerre des alliés inévitables du vaincu »,.
Après le coup d’État de Primo de Rivera, Lobera se rendit à Madrid, d’où il donna au journal par télégraphe un compte rendu détaillé du discours du nouveau chef de l’État,. En septembre 1925, il mit en exergue de son éditorial l’impératif de Mussolini : « Sainte discipline et soumission à la hiérarchie », et énumérait les trois événements qui l’avaient le plus impressionné dans la Rome fasciste : la procession civique, le défilé militaire, et la manifestation de soutien à Mussolini après la tentative d’attentat. Il conclut son article en s'exclamant : « Comme peut être grande une Nation dont les citoyens ont pour devise, pour norme et pour guide de leurs actions individuelles et collectives "la Sainte discipline et le respect de la hiérarchie" ! ».
En novembre 1927, il fit le voyage de Madrid pour y assister à la cérémonie d’attribution de la médaille d’or du Travail à Miguel Primo de Rivera, dont Lobera lui-même était récipiendaire. Pendant le dîner qui suivit, Lobera discuta longuement avec Primo de Rivera de divers sujets,,. 
En janvier 1924, il critiqua l’instauration du régime international pour Tanger, dont l’opinion publique espagnole rejetait la ratification, car elle attentait à ses droits et serait susceptible notamment d’amener la ville à se muer en un centre de contrebande, à l’instar de Gibraltar pour la métropole,.
Après avoir en janvier 1924 démonté l’accusation, lancée à Lyautey par le président de la Chambre de commerce de Rabat, d’être « davantage général en chef que colonisateur »,, Lobera prit position en février 1924 dans la campagne contre Lyautey menée par les entrepreneurs avides, dit-il, de s’enrichir dans le protectorat, puis en mai 1924, s’interrogeait sur la démission de Lyautey, qu’il inclinait à imputer au mécontentement généralisé des colons causé par les impôts élevés et les obstacles au développement de la colonisation. Dans l’autre sens, l’émigration d’Espagnols vers la zone française et la préférence pour l’Algérie seraient dues selon lui aux infrastructures de meilleure qualité et au niveau des salaires. Leur assimilation progressive produira, spéculait-il, une deuxième génération française, d’origine espagnole, qui finira par vivifier tant les deux protectorats marocains que l’Algérie,.
Concernant les découvertes minières dans le Rif, Lobera, s’appuyant sur les données du Service des mines de la zone espagnole, indiquait un nombre de 636 gisements mis au jour, en majorité dans la région d’El Hoceïma, et de 84 concessions de forage. Les gisements découverts concernaient le fer, le pétrole, l’antimoine, le manganèse et le cuivre, entre autres,. Certes, au mois d’août 1926, sur la foi de l’enquête de Leopoldo Bejarano et des rapports d’ingénieurs français et espagnols, il dut faire part de sa désillusion quant aux « hypothétiques richesses d’El Hoceïma »,.

#### Situation militaire après l’offensive rifaine de la Ouargha (avril-mai 1925)
Dans les derniers mois de 1924 et les premiers de 1925, Lobera voua une longue série d’articles à la guerre au pays Jbala,. En mars 1925, il examinait « l’habileté et l’audace de Raïsouni », dont il dit connaître depuis de longues années la façon d’agir, et s’interrogeait pour cette raison sur les nouvelles le concernant, en particulier sur son nouveau positionnement vis-à-vis d’Abdelkrim et sur le pacte conclu entre les deux hommes,.
Dans un aparté d’un article de juin 1925, il relevait que « l’âme musulmane ne se laisse pas capter aisément », qu’elle reste donc impénétrable, et qu’« elle ne se plie que devant le pouvoir de la force »,,. Il était ainsi implicitement indiqué par Lobera que la paix était impossible en dépit de toutes les offres généreuses déjà faites. Ce tableau rejoignait le stéréotype du Maure qui vivait dans l’opinion publique espagnole.
Le mois suivant, il faisait part des heureuses impressions que lui avait laissées le protectorat français, mettant en exergue en particulier les deux grandes routes qui sillonnaient le territoire du nord au sud et de l’est à l’ouest, ainsi que les pistes et leurs ramifications, propices à la colonisation et au tourisme, et les voies de chemin de fer et l’excellent service d’autobus, le tout complété d’une ligne aérienne Latécoère,,. Il décrivait les médinas traditionnelles avec leur aspect pittoresque, qui côtoyaient le plan rationnel des expansions urbaines européennes, notamment à Casablanca, Rabat et Marrakech, avec leur architecture dite « coloniale »,.
Lors de l’offensive rifaine de la Ouargha, le journal de Lobera démontra que la situation en zone française était plus difficile que ce qu’en disaient les communiqués français et eut soin d’y dépêcher plusieurs correspondants de guerre, notamment (outre Lobera lui-même) Jaime Lirón, Antonio Got et, à titre extraordinaire, Rafael López Rienda, ce qui permit d’adopter un point de vue plus critique et d’éluder la censure française, soucieuse d’occulter les graves déboires et lourdes pertes des troupes françaises, imputables à une ligne de défense mal conçue par Lyautey,.
C’est aussi à ce moment que les chroniqueurs du journal commencèrent à agiter l’idée d’une souhaitable collaboration franco-espagnole, qui devint le mantra du journal. Ainsi les journalistes du Telegrama del Rif allaient-ils se faire l’écho des déclarations de Français manifestant qu’un accord de coopération aurait dû être conclu bien avant, ce qui aurait fait avorter les plans d’Abdelkrim. Lobera affirmait que cette collaboration avait toujours été désirée par l’Espagne,. En juin 1925, depuis Fès, Lobera annonçait que les efforts de l’Espagne dans le Rif et au pays Jbala étaient à présent reconnus par les Français, qui d’autre part estimaient nécessaire la collaboration avec l’Espagne sur leur front nord pour résoudre définitivement le problème rifain,. Le journal répliquait, non sans quelque esprit de revanche, aux auteurs français qui dans le passé avaient souvent critiqué la gestion coloniale espagnole et qui avaient à présent du mal à reconnaître que les déconvenues coloniales pouvaient être partagées et que le cas espagnol n’était pas unique. La difficulté du combat, expliquait Lobera, tenait au caractère aride et montagneux de la zone attaquée, pareille au Rif et différente du reste de la zone française, fertile et essentiellement composée de plaines, qui avait pu leur faire apparaître la colonisation comme facile. L’aspect physique du Rif, qui explique les difficultés de l’armée espagnole, mais aussi l’erreur d’appréciation de Lyautey devant une offensive des montagnards rifains, avait conduit la France à réviser sa logique militaire et, p. ex., à débarquer à Casablanca de l’artillerie de montagne. C’est la France qui désormais souffrait de tout ce qu’avaient déjà dû affronter les soldats espagnols :

« […] manque de routes, et surtout avec la soif, car il n’est pas possible d’implanter les positions militaires près des points d’eau, distants de celles-ci de plusieurs kilomètres. Le soleil africain, qui pèse comme du plomb dans ces longues journées de la fin juin, accroît les fatigues et les peines. C’est là le type de guerre qui prévaut dans la zone d’influence espagnole, et voilà pourquoi nos amis comprennent maintenant ce qui auparavant leur était incompréhensible. »

Malgré ses erreurs, Lyautey continua d’être traité avec bienveillance dans les colonnes du Telegrama del Rif, et Lobera ne devait jamais se dédire de son ancienne admiration pour Lyautey et de façon générale pour toute la colonisation française en Algérie et au Maroc.
Mettre fin à la contrebande d’armes était, avait jugé Lobera dès le début des hostilités, l’une des questions fondamentales sur laquelle les deux puissances auraient à se pencher. Ainsi, il y aurait lieu que la France bloque la frontière sud du Rif et du pays Jbala afin de prévenir cette contrebande, de même que la migration rifaine et les échanges avec les Beni Ouriaghel. Par un tel blocus, combiné à une étroite surveillance navale et l’élimination des agents ennemis à Tanger et Oujda, on serait en mesure de liquider la rébellion, estimait Lobera, en seulement six mois.
Alors que beaucoup de pays européens redoutaient que l’exemple du Rif puisse servir de modèle de lutte anticoloniale dans d’autres territoires musulmans, Lobera au contraire postulait que la figure d’Abdelkrim ne saurait être comparée à celle d’autres insurgés, tels qu’Abdelkader, qui avait proclamé la guerre sainte au XIXe siècle. Abdelkrim serait au contraire, suivant Lobera et son collègue Lirón, un Berbère convaincu de sa propre supériorité sur les Arabes et aspirait à l’indépendance en se passant de l’élément religieux. Abdelkrim se caractériserait par une essence musulmane « complexe » associée à la versatilité typique des Berbères, attestée par le fait qu’il s’était présenté comme l’ami des Français tant que cela lui convenait, alors qu’il avait toujours fait montre de francophobie antérieurement. Il s’efforcerait de diviser les Européens à son avantage,.

#### Collaboration franco-espagnole: conférence de Madrid (juin-juillet 1925)
La collaboration avec la France était vue dans la presse espagnole comme une solution nécessaire qui, instaurée plus tôt, eût permis d’épargner nombre de problèmes aux deux pays. S’il en fut autrement, c’était en raison du « ton irritant » des colons français, qui croyaient que l’Espagne avait attisé la rébellion dans la zone française pendant la Première Guerre mondiale. Dans la situation critique actuelle, il importait d’éviter dorénavant les récriminations mutuelles,. Si l’on instaurait un blocus coordonné, maritime et terrestre, accompagné de bombardements aériens, les Jbalis et les Rifains commenceraient à souffrir de la faim, ce qui amènerait la victoire, à l’image du siège mis devant l’Allemagne qui avait conduit à la victoire des Alliés dans la Grande Guerre,. 
Négocier avec Abdelkrim, quoique paraissant exclu aux yeux des dirigeants français, était cependant une condition pour pouvoir faire accepter la guerre à leur opinion publique. Lobera partageait cette vision, mais avertissait dans une chronique que toute tentative de pourparlers avec Abdelkrim déboucherait sur un échec, la seule voie pour parvenir à la paix étant le recours aux armes,.
Tandis que se tenait la conférence franco-espagnole de Madrid, Lobera se rendit en métropole, où il eut un bref entretien avec Gómez Jordana, qui dirigeait la délégation espagnole. Il se plaignit de la situation à Tanger, où beaucoup de marchandises, pourtant suspectes de contrebande, ne seraient pas contrôlées et pouvaient tomber aux mains de l’ennemi. Jordana le rassura sur la direction que prenaient les négociations et l’invitait à garder foi.
Dans la région du fleuve Loukkos, où l’activité militaire s’intensifiait, s’était créée une « véritable collaboration franco-espagnole » (dixit Lobera), redevable à la proximité du secteur militaire de Larache. L’action conjointe des deux armées sur le Loukkos, qui fut largement rapportée par El Telegrama del Rif, faisait suite à une rencontre entre le général Riquelme et le colonel García Boloix avec le colonel Freydenberg pour mettre au point une manœuvre sur les deux rives du fleuve, laquelle fut mise à exécution le 11 août. L’opération, qui comportait une marche en avant de l’infanterie, sous la protection de blindés et avec l’appui feu de l’artillerie et le bombardement des deux aviations, fut un franc succès, se traduisant notamment par la défection des kabilas, puis leur acte de soumission. Les troupes se demandaient maintenant, écrivait El Telegrama del Rif, à quoi était dû « l’inexplicable éloignement » des deux pays et ce qu’aurait permis d’éviter une collaboration plus précoce,,.
Début septembre 1925, dans un article intitulé « La próxima ofensiva francoespañola », Lobera laissait entrevoir, comme conséquence du rejet par Abdelkrim des propositions de paix, une grande opération conjointe des armées française et espagnole, encore que pour raisons de sécurité les objectifs immédiats demeuraient inconnus. Le 9 septembre 1925, lendemain du débarquement d'Al Hoceïma, El Telegrama del Rif publia les dépêches rapportant la prise de la baie, en regard d’un article de Lobera décrivant avec détail les péripéties de la bataille, les obstacles du relief et les noyaux de peuplement,,.
En février 1926, le journal documentait, dans un article intitulé « La propaganda comunista en Marruecos », l’aide apportée par l’Union soviétique aux résistants rifains et jbalis, qui visait à soulever les colonies et les protectorats, dont Zinoviev serait le cerveau et Marseille « l’exportatrice du venin », et qui ciblerait au premier chef les métropoles coloniales,,. Au rebours des allégations de panislamisme et de communisme, et en contradiction avec un texte de Lobera de mai 1926, où il argumentait que « l’échec de la conférence d’Oujda était à prévoir » vu l’activisme soviétique et l’intransigeance des conseillers rifains et de leur chef Abdelkrim,, l’envoyé spécial du journal Jaime Lirón avait écrit en juin 1926 que la propagande communiste n’arrivait pas à prendre pied chez les rebelles (« no encontraba acomodo entre los rebeldes »),. En juin, Lobera rendit compte en trois livraisons de la « pacification de la zone orientale », racontant et expliquant l’effondrement rapide du pouvoir d’Abdelkrim et de ses harkas. Parmi les facteurs du succès, il cita : la non-divulgation du nombre de pertes espagnoles, la persévérance dans l’effort (les troupes espagnoles ayant combattu quatre jours d’affilée), la mobilité des colonnes, et l’étroite collaboration franco-espagnole,.

### Président du conseil municipal de Melilla (1928-1931)
Le coup d'État de Primo de Rivera (1923) fut accueilli favorablement tant par la Junta de Arbitrios que par les entités économiques, qui avaient toujours appelé de leurs vœux l’avènement d’un régime municipal civil et qui voyaient dans les réformes promises par Primo de Rivera la possibilité de faire échec au caciquisme.
Le conseil municipal (civil) de Melilla fut institué par décret royal en février 1927, concomitamment avec la suppression des compétences de la Junta de Arbitrios, qui avait jusque-là assumé l’administration locale et qui relevait du ministère de la Guerre. Lobera en devint le premier vice-président,,, ensuite le président, par intérim d’abord, puis de plein exercice après promulgation du décret royal de février 1928 abrogéant l’article 16 du statut municipal, qui disposait que la fonction de président du conseil municipal devait obligatoirement revenir à un colonel ou général de l’armée. Par cette modification, le poste de président était accessible au secteur civil, ce qui permit la nomination du premier président civil, en l’occurrence Cándido Lobera,,,
C’est à ce titre qu’il assista le 18 octobre 1927 à l’inauguration, en présence du Grand Vizir, de la mosquée de la Calle Orán, érigée selon les plans de l’architecte José Larrucea Garma,. En octobre 1927, le couple royal, de passage à Melilla, prit logement au domicile des Lobera, Calle Ejército Español, à l’étage, au-dessus des bureaux du Telegrama del Rif. En février 1928, Lobera souhaita la bienvenue à Melilla au général Goded et offrit un banquet en son honneur, où il lui demanda son soutien, disant que « Melilla veut s’engager dans l’œuvre de colonisation du Maroc », comme l’un des moyens de lutter contre la récession économique de la ville,. 
En janvier 1928, El Telegrama del Rif informait que Lobera renonçait à son activité de journaliste, la considérant en effet incompatible avec la présidence du conseil municipal. Depuis cette date, l’en-tête du journal mentionnait son nom comme fondateur et propriétaire,. Cependant, en juillet de la même année, il semble renouer avec sa vocation journalistique. Après la dissolution du conseil municipal en novembre 1931, il allait reprendre de plein exercice son activité de journaliste.
Le 31 mars 1931, Lobera émit son ultime décret en qualité de président du conseil municipal de Melilla. Après la proclamation de la république en 1931, il se présenta le 15 avril 1931 devant la Commission permanente, — comité qui émanait du cartel républicano-socialiste érigé en représentant de l’État espagnol sous sa nouvelle forme —, laquelle requit de Lobera la cession formelle de ses fonctions et de tout le patrimoine municipal appartenant au conseil municipal,,. Face aux critiques formulées contre Lobera, Antonio Díez, président dudit comité, tint à manifester que les socialistes combattaient le conseil municipal en raison de son idéologie, non de leur gestion, qui selon lui avait été honorable,, et déclara :

« Arrivé au Conseil municipal, son premier travail [de Lobera]  a été de mettre un terme au galimatias administratif, en créant le système de comptabilité et d’archivage qui n’existait pas auparavant. Cet acte le qualifie comme honorable et à lui seul lui fait mériter la gratitude des administrés […]. Nous pouvons nous enorgueillir d’être la seule municipalité d’Espagne ayant des finances saines, et c’est là l’œuvre de don Cándido Lobera. »

### Affiliations
Personnalité active de la vie associative à Melilla, Cándido Lobera était membre des sociétés et organismes suivants :

#### Association de la Presse de Melilla
Lobera fut désigné président de cette association qui avait été fondée en mars 1913, sur le modèle de l’Association de la Presse de Grenade, constituée comme mutuelle offrant aux adhérents un service médical et pharmaceutique, en plus de garantir leur indépendance professionnelle. C’est en cette qualité qu’il accueillit dans le port de Melilla en juillet 1914 le comte de Romanones, ancien président du Conseil espagnol.

#### Comité de Bienfaisance
Cette association (de son nom espagnol : Junta de Beneficencia), dont en 1913 Lobera officiait comme le trésorier,, avait été fondée en 1904 par un prêtre. Si El Telegrama del Rif s’applaudit alors de cette initiative dans un article d’octobre 1904, le journal fit observer qu’il convenait que ladite association soit laïque, et non uniquement catholique, car, eu égard à l’hétérogénéité de la population mélillienne, elle serait appelée à secourir chrétiens autant que juifs et musulmans.

#### Chambre officielle de commerce, d’industrie et de navigation de Melilla
Créée par ordre royal en septembre 1906, la Cámara Oficial de Comercio, Industria y Navegación de Melilla avait pour prédécesseur l’Association commerciale et industrielle et des propriétaires, fondée en 1899. Lobera, sociétaire depuis 1914, jouait un rôle actif dans les débats, dont les thématiques récurrentes étaient la paralysie des travaux du port de Melilla, la remise en état du câble reliant Melilla et Almería, et les questions fiscales (taxation des marchandises en transit, etc.) ; les sociétaires étaient opposés à l’annulation ou à la baisse des taxes, estimant que celles-ci n’étaient pas la cause du recul de Melilla comme zone commerciale.

#### Centre hispano-marocain de Melilla
Les Centros Comerciales Hispano-Marroquíes avaient été fondés à Madrid et Barcelone, sous l’égide de l’accord franco-espagnol d’octobre 1904, et visaient à répondre aux « traditionnelles et légitimes aspirations nationales » d’étendre l’influence espagnole au Maroc, d’ouvrir de nouveaux marchés aux productions espagnoles, de créer des territoires de migration au sud, de prolonger les lignes de navigation, d’activer les investissements, d’œuvrer pour la liberté de commercer, de faire construire un port à Melilla, etc. Une succursale, dont Lobera devint un membre du conseil de direction, fut créée à Melilla en 1905. Elle se donnait pour objectifs de « renforcer nos relations commerciales et d’amitié avec l’Empire chérifien, à l’instar de celles déjà nouées à Madrid, Barcelone et Tanger »,.

#### Sindicato Minero de Melilla
En février 1910, la société Sindicato Minero de Melilla fut constituée par quatre personnes, dont Lobera, qui en fut désigné gérant,. La société, dont l’objet était les exploitations minières, mettait au jour des gisements, avant d’acquérir la propriété des plus prometteurs d’entre eux, en particulier un de minerai de fer magnétique, de 25 000 hectares de superficie, situé dans la kabila d’Ibaqouyen et de Béni-Bou-Ifrour. Cette mine, appelée « Navarrete », donnera lieu à l’un des conflits entre Lobera et le député républicain Marcelino Domingo, qui accusait, avec d’autres socialistes et républicains, le corps d’officiers de l’armée d’Afrique de mener la guerre du Maroc pour motifs commerciaux.

#### Compañía Española de Estudios y ConstruccionesetCompañía Española de Colonización
En 1915, deux projets avaient vu le jour visant à hispaniser économiquement la zone d’influence espagnole au Maroc, par le biais d’entreprises industrielles et agricoles. À la tête de ces projets se trouvaient des métropolitains, entre autres Eusebi Güell, et des résidents de Melilla, dont Lobera,.
La Compañía Española de Estudios, fondée en mars 1915, se vouait à stimuler l’industrie et s’affairait dans le secteur du bâtiment au sens large. Les buts de la société et ses projets immédiats pour Melilla concernaient l’acheminement d’eau, le réseau de tramways, le réseau téléphonique, l’aménagement de quartiers pour la classe moyenne, etc.
La Compañía Española de Colonización, dont Lobera était un important actionnaire, avait pour objectif principal la colonisation des terres « pacifiées » du protectorat espagnol, en particulier dans le Rif. Fin avril 1916, le conseil d’administration désigna comme l’un de ses membres Cándido Lobera, qui allait en intégrer le comité exécutif à Melilla. L’un des projets de la compagnie était la liaison ferroviaire Ceuta-Tétouan, inaugurée en mai 1918, qui allait dégager un bénéfice proche de 1 300 000 pesetas avec dividendes à verser à hauteur de six pour cent,.

#### Chambre d’agriculture
Créée en janvier 1919, présidée par Lobera, la Cámara Oficial Agrícola avait eu soin, au moment de définir ses finalités, d’éluder les thèmes politiques et s’efforçait de regrouper en son sein tant les agriculteurs de la campagne autour de Melilla que ceux du reste de la zone orientale du protectorat. Sa première requête visait à obtenir que les prêteurs aient l’autorisation de jouir de l’usufruit de terrains dans la campagne extérieure,. En mai 1919, Lobera envoya une supplique en ce sens au haut-commissaire Berenguer, arguant que la nouvelle démarcation des champs cultivés encore sous tutelle du ministère de la Guerre constituait une régression pour la colonisation agricole du protectorat,.
En décembre 1921, grâce au mémorandum de Lobera à Madrid, fut voté sans débat au Sénat le projet de loi déposé par Manuel de Argüelles portant consolidation de la propriété rurale et urbaine à Melilla, et en vertu duquel les victimes des événements de juillet 1921 allaient pouvoir être indemnisées. En 1922 fut établi un plan cadastral officieux des terres de labour qui spécifiait les superficies de chacun des usufruitiers,.

#### Somatenes Armadosde Melilla
La réunion fondatrice du somatén de Melilla eut lieu le 7 novembre 1923, au siège du Conseil d’arbitrage. Quand la liste des personnes désignées comme chefs de section du somatén eut été rendue publique, elle fut accueillie, selon le verbatim du Telegrama del Rif du lendemain 8 novembre, « avec un silence profond, significatif et embarrassé ». En effet, parmi les chefs de section figurait une forte majorité de personnalités de haut rang politiquement et socialement : un négociant fortuné, un consignataire de navires, un agent de la Compañía Transatlántica, un député, un professeur de faculté, le secrétaire du Conseil d’arbitrage, etc.
Lobera publia le 8 novembre un éditorial pour exposer les objectifs du somatén et leur œuvre « de consolidation et de reconstruction » d’une Espagne qui selon lui en aurait grandement besoin :

« C’est à cet effet que fut créé par décret royal le Somatén national, de souche espagnole nette et vigoureuse ; force organisée de citoyens dont les caractéristiques doivent être la pureté de mœurs, l’équanimité, le respect de la Loi et le soutien à la Justice et à l’Autorité ». »

Mais d’autre part, Lobera, dans le même éditorial, mettait en garde contre le danger de voir le somatén manipulé au profit d’intérêts privés, en rappelant que nombre des institutions et organismes du régime antérieur avaient conduit aux pires résultats, non à cause des lois qui les avaient créés, « mais par la stupidité, l’immoralité et l’inculture des personnes appelées à les exécuter ». À propos du somatén, il estimait que s’il n’était pas dirigé par les hommes adéquats, c’est-à-dire « par des personnes qui, en plus de leur droiture morale reconnue, n’ont d’attaches dans aucun secteur de la vie politique et sociale de la ville », il était susceptible de se transformer en « machines du caciquisme et rendre plus forte son œuvre négative et destructrice »,. Le périodique se déclara favorable au somatén, pour autant qu’il ne serve pas d’instrument au caciquisme.
La contestation de l’organisation du somatén de Melilla porta ses fruits, à telle enseigne que le général-président en avisa le commandant général de Melilla et fit annuler les nominations. Cependant, le 11 novembre, les directeurs de tous les organes de presse locaux furent convoqués au bureau du commandant général pour discuter de la question, après quoi ne parurent plus dans la presse que des informations anodines ou élogieuses sur le somatén. En avril 1924, une commission de commerçants, déconcertés par le silence de la presse locale, se rendit à la rédaction du Telegrama del Rif et se vit alors répondre que le mutisme du journal sur le chapitre du somatén était dû aux « devoirs incontournables d’observance de la censure ».
À Melilla, le recrutement commença en novembre 1923, et Lobera figurait parmi les 800 somaténistes de la ville. Au moment de la cérémonie de remise du drapeau, le nombre de somaténistes était monté à 1200, nombre qui n’avait rien d’extraordinaire au vu de la population de Melilla, qui s’élevait à  50 000 habitants à cette époque, même si les effectifs s’accrurent considérablement à partir de juin 1924, à quoi la visite de Primo de Rivera à Melilla le 18 juillet 1924 contribua probablement. El Telegrama del Rif évoqua par de gros titres le franc succès du somatén, reproduisit les paroles d’éloge enflammées du dictateur, et s’appliqua à dépeindre le somatén comme une institution citoyenne neutre et éloignée de toute tentation particratique, faisant remarquer que « toutes les classes sociales ont une substantielle représentation » et notant que n’y « figure pas le carré d’amis qui s’étaient pris à rêver de l’utiliser comme instrument dans la politique locale ».
Lorsque, en juillet 1924, Primo de Rivera vint à Melilla et qu’il eut appris que Lobera était somaténiste, il marqua un arrêt lors de sa revue de troupes au parc Hernández afin de le féliciter personnellement,,.

#### Autres
Cándido Lobera avait aussi adhéré à l’Association générale de charité,, à différentes associations sanitaires et d’enseignement, au Casino militaire (ou Centre culturel des armées), au Comité de protection de l’enfance, au Comité d’extinction de la mendicité, et au Conseil de bienfaisance, dont il assista à la quasi-totailté des sessions.

### Lobera essayiste

#### Necesidad de un puerto en Melilla considerado desde los puntos de vista político, militar y comercial(1901)
Dans cet essai de 29 pages, Cándido Lobera cherche à démontrer la nécessité d’un port à Melilla tant du point de vue militaire que politique et commercial.
Ce port apparaît nécessaire en premier lieu sur le plan militaire, attendu que c’est dans le Rif que les premières opérations de l’Espagne au Maroc devront être entreprises, d’où l’importance de Melilla, seule place forte que l’Espagne y possède, et attendu qu’en cas de conflit européen, la situation de l’Espagne en Afrique serait difficile sans port de refuge pour sa flotte de guerre, difficile en particulier la tâche de contenir les ambitions de la France, qui aspire à mettre la main sur tout le littoral barbaresque jusqu’au détroit de Gibraltar, pour dominer la Méditerranée. Melilla réunit les conditions pour servir de base d’opérations ou de « front stratégique de démonstrations ». La défense de la place serait incomplète sans la coopération et l’appui d’une escadre ; sans port, elle ne pourrait être défendue efficacement,.
Ensuite, et surtout, d’un point de vue économique, attendu que le commerce est le moyen le plus efficace d’assujettissement ou de conquête d’un territoire, davantage même que la méthode militaire, comme l’ont démontré Rafael Torres Campos et Rafael Pezzi. La mission civilisatrice que l’Espagne entend accomplir dans le Rif, en conformité avec la philosophie proclamée à la conférence de Berlin, implique l’obligation d’ouvrir la région au commerce extérieur, rendant indispensable l’aménagement de ports. En outre : 

« Melilla est un bourg commercial, ainsi que le prouvent ses exportations et importations, qui atteignent des chiffres respectables. Elle a progressé dans tous les domaines, dès qu’elle a fait l’objet d’une attention plus grande que celle qu’on lui prête d’ordinaire ; et si on lui donnait toute celle qui lui est due, si disparaissaient les entraves imposées aujourd’hui au commerce dans le Rif, si on la protégeait comme il convient, à l’égal des sociétés industrielles, en un mot, si notre autorité était suffisante et si nous faisions en sorte que les intérêts des Rifains et les nôtres soient communs, alors oui, ce préside aurait sa vie propre, et loin de coûter à l’État moult milliers de duros, elle pourrait contribuer, comme l’une parmi tant d’autres provinces, à soutenir les charges de la nation ». »

À cet effet, il importera, poursuit Lobera, de mettre à contribution le savoir-faire du négociant juif, de coloniser la campagne autour de la ville (campo exterior), de veiller à ce que les traités soient respectés et d’unifier les tarifs des douanes musulmanes :

« Melilla doit être le centre où convergent tous les produits, non seulement du Rif, mais aussi de toute la région orientale du Maroc. »

À l’essai se trouve annexé le texte « El proyecto del puerto », rédigé par un capitaine du génie et approuvé par sa hiérarchie.

#### Memoria sobre la organización y funcionamiento de las Oficinas de Asuntos Árabes de Argelia[…](1905)
Cet essai, présenté comme « le résultat [de l’enquête menée par] la Commission [dépêchée] en Algérie en août de cette année » et dont le titre complet est Memoria sobre la organización y funcionamiento de las Oficinas de Asuntos Árabes de Argelia y proyecto de bases para la creación de organismos análogos en las plazas del Norte de África, décrit l’organisation et le fonctionnement des Offices des affaires arabes (ou indigènes), en s’attardant sur les différentes étapes de leur mise en place progressive, sur leurs différentes classes, sur le personnel titulaire et auxiliaire, sur l’initiation aux deux langues arabe et française et au droit musulman, et sur leur finalité et mission principales, savoir : « centraliser sous l’autorité du général commandant toutes les questions relatives au commandement politique et administratif des autochtones sur le territoire militaire de la province », au moyen de différents instruments d’action, dont les principaux sont la connaissance des familles et chefs les plus influents des tribus, et la levée de cartes topographiques avec indication des douars et des zones limitrophes du territoire. L’auteur analyse ensuite leur nécessaire adaptation aux circonstances spécifiques des possessions nord-africaines espagnoles, afin de rendre bénéfique leur instauration, commercialement et politiquement,,.

#### El problema rifeño(1909)
Prenant pour modèle la politique britannique dans le golfe Persique, Lobera explique dans cet essai la « politique d’attraction » :

« Le Rif a resserré ses relations avec l’Espagne, la considérant en effet comme médiatrice dans ses luttes, comme sauvegarde de ses intérêts, et comme amie fidèle et désintéressée. Les Rifains ont vu plus ; ils ont vu que ce sont eux qui ont besoin de nous et non nous d’eux ; et depuis ce moment-là, nous avons été forts dans nos positions africaines. »

Aussi le gouverneur de Melilla doit-il notamment assumer un rôle de juge dans les rivalités surgies entre les deux camps autour du prétendant au trône du Maroc.
L’auteur qualifie la « situation actuelle dans le Rif » comme un désarroi, vu qu’aucune autorité ne gouverne la zone et que les Rifains refusent le gouvernement de leur monarque, et réclament au contraire leur indépendance. Il y a donc lieu d’aborder résolument le probème rifain, en accord avec la mission dévolue à l’Espagne, qui n’est autre que d’agir en policier afin que le Rif reste ouvert à la pénétration européenne et serve dans la zone les intérêts espagnols. Devant l’inefficacité du gouvernement du Makhzen, la solution à tenter en premier lieu serait de fournir à celui-ci du matériel militaire en vue d’une intervention marocaine sous pilotage espagnol, ou, en cas d’échec, de procéder à « l’intervention espagnole ».

#### Notas sobre el problema de Melilla(1912)
Dans le premier chapitre de cet essai de 157 pages, « Sobre la Campaña de 1911 », Lobera entend démontrer la nécessité pour l’Espagne de conquérir de nouvelles positions pour sécuriser celles occupées en 1909, et par là garantir la sécurité dans la zone de Melilla et donc les échanges commerciaux. L’action politique qui a suivi, orienté sur un travail de pacification, porte ses fruits sur les chefs rifains et consolide peu à peu ce qui a été obtenu par d’autres moyens. À cet effet, l’officier espagnol en Afrique doit réunir, outre des aptitudes militaires, également des compétences politiques et économiques, qui en fassent « d’efficaces auxiliaires du haut commandement, d’intelligents administrateurs de tribus ; des phares qui sachent guider commerçants et agriculteurs dans leurs entreprises. [Cela est] nécessaire pour le développement meilleur et plus économique de notre action dans les territoires sous influence espagnole »,.
Dans le chapitre « Las informaciones », l’auteur postule la nécessité de surveiller la presse, invitée à rapporter « les événements selon qu’il convient aux plans du haut commandement ». Le plus à même de remplir la fonction de chroniqueur de guerre est, par son profil, le militaire journaliste, capable de sélectionner ce qui peut être rendu public ou non, dans le souci de ne pas alarmer l’opinion publique.
Dans « Sobre el régimen de Melilla », l’auteur plaide pour l’unité des pouvoirs militaire et civil :

« Le commandement suprême de la province de Melilla doit incomber à un chef militaire, encore que puissent être créés des organismes civils. Le principe incontestable, la norme supérieure de la pénétration au Maroc peut se synthétiser comme suit : harmoniser la politique avec la force [militaire], et celles-ci ne peuvent que difficilement s’harmoniser avec la dualité des pouvoirs. »

Dans le chapitre « El Gobierno de las Kabilas », l’auteur préconise de confier aux Offices des affaires indigènes (Oficinas de Asuntos indígenas) le soin de réorganiser la gouvernance des tribus rifaines au plan politico-social, administratif et juridique, comme partie constitutive de la politique de consolidation dans les territoires déjà occupés. À propos de la justice musulmane, il plaide, à l’exemple de l’Algérie, pour une réforme progressive, ainsi conçue :

« Chaque kabila doit avoir un cadi nommé sur proposition de l’Espagne, et assisté de deux assesseurs, hommes tous versés dans le droit musulman et de probité reconnue. »

Dans « La Colonización », Lobera argue que le problème réside en ce que la propriété détenue par le Makhzen dans le Rif est fort limitée et dans le caractère communal de beaucoup de terrains. Cependant, l’auteur table sur une colonisation à grande échelle, qui sera capitaliste et non prolétaire, malgré la pusillanimité des investisseurs espagnols. Les sociétés agricoles, regroupant autochtones et européens, apparaissent comme les plus appropriées pour stimuler la colonisation et la production. Le premier pas à franchir pour une solution efficace serait l’établissement d’un cadastre des propriétés privées et de tenir un registre des terres vendues.
Enfin, dans « El Problema del Rif », il désigne la tribu des Beni Ouriaghel comme l’écueil au déploiement de l’action civilisatrice espagnole au Maroc. Une fois soumise la baie d’Al Hoceïma, prédit l’auteur, la paix régnera dans le Rif »,.

#### Melilla. Impresiones del viaje de SS. AA. RR. Dª. Luisa y D. Carlos(1915)
Littér. Impressions du voyage de Leurs Altesses Royales Doña Luisa (=Louise d’Orléans) et Don Carlos (=Charles de Bourbon-Siciles), recueil d’une série d’articles publiés dans El Telegrama del Rif.

#### Problemas del Protectorado. Los Bienes Majzen(1916)
Cet essai de 45 pages (littér. Problèmes du Protectorat. Les Biens du Makhzen) comporte un chapitre intitulé « La propiedad indígena y los Bienes Majzen », où l’auteur développe le concept de propriété prévalant au Maroc et son lien avec la loi islamique. En vertu de ce concept, la quasi-totalité des territoires sont considérés comme appartenant à la communauté musulmane, même s’ils sont exploités en grande partie par l’État marocain pour couvrir les dépenses de gouvernement, ou dans d’autres cas cédés en usufruit à des intendants, qui par la suite sont légitimés comme propriétaires.
Le chapitre « La reivindicación de los Bienes Majzen » (Revendication des biens du Makhzen) expose que la mainmise sur les domaines de l’État peut s’opérer de deux manières : soit par « l’administration des terres matriculées », soit par « la saisie des biens détenus illégalement », la première modalité devant être confiée à un office ad hoc, sans attenter aux modes traditionnels de la propriété. Il s’agira, de façon prioritaire, de réorganiser ces biens pour faciliter leur usage à des fins de colonisation,.
Dans « ¿Son Bienes Majzen, las llanuras habitadas por nómadas, en las regiones del Bled Siba? », l’auteur se penche sur les terrains sis dans les plaines, s’interrogeant si ces terres appartiennent aux habitants ou si elles sont domaniales (de l’État), et inclinant à penser qu’il s’agit d’une propriété collective des tribus qui y résident, mais où chaque parcelle est à son tour assignée à telle famille ou tel individu qui en a l’usufruit ; ces parcelles sont « par conséquent parfaitement aliénables »,.
Dans « La colonización y los Bienes Majzen », il examine la colonisation agricole dans le secteur de Nador et de Béni Ensar, laquelle — après mobilisation des biens du Makhzen ou des biens domaniaux, de préférence à l’aliénation de biens privés — fonctionne, nous dit l’auteur, au plus grand bénéfice tant de l’autochtone que de l’Européen,.

#### Problemas de Melilla. Los derechos de arbitrios y las Mercancías de tránsito(1917)
Le contenu de ce livre de 69 pages avait paru auparavant sous forme d’articles dans El Telegrama del Rif de janvier à mi-février 1917.

#### Autres écrits
Cándido Lobera est l’auteur également d’un grand nombre de préfaces — il rédigea en particulier la préface de Junta Municipal de Melilla. Memoria de su actuación (1927-1931), ouvrage de près de 300 pages paru fin décembre 1930, où étaient analysés les principaux problèmes urbains de Melilla, —, en plus d’une profusion d’articles de journaux (dans El Telegrama del Rif et d’autres titres de presse), même si son activité journalistique a fortement décliné dans ses dernières années, en raison de son engagement dans la politique municipale de Melilla. Il fait figure essentiellement de chroniqueur de la vie publique contemporaine en Afrique du Nord, sans guère de détours historiques au-delà du XXe siècle, si ce n’est dans un souci de contextualisation.

## Positionnements

### Statut administratif de Melilla
Le statut administratif de sa ville d’adoption, qui relevait du ministère de la Guerre et dont les compétences civiles étaient assumées par un Conseil d’arbitrage (Junta de Arbitrios), composé uniquement de militaires, était l’une des grandes préoccupations de Lobera. En décembre 1903, dans une série d’éditoriaux non signés, mais qui apparaissent devoir lui être attribués, il plaida pour l’instauration d’un système mixte (militaire et civil) comme régime administratif de Melilla, préférable selon lui à une municipalité uniquement civile, qui n’apporterait que de nouvelles taxes et introduirait le caciquisme politique ; il résuma sa pensée comme suit :

« Si pendant des siècles, [Melilla] a vécu sous le régime militaire, il n’est pas possible qu’elle subisse du jour au lendemain une transition aussi brusque que celle que comporterait le passage d’un régime strict à un régime de liberté très étendue. »

Réagissant aux accusations injustes lancées contre l’armée par certains adeptes du changement de régime administratif de la ville, Lobera analysait dans un article intitulé « El ejército en Melilla » (l’Armée à Melilla) l’œuvre sociale accomplie par les autorités militaires :

« En somme, l’armée a fait d’un gros caillou une place marchande, a créé de la richesse là où il n’y avait que figueries […] et apparaît comme un très utile collaborateur de l’élément civil, qui, comme de juste, va le remplaçant peu à peu dans les fonctions que les circonstances et les besoins de la colonisation l’avaient obligé à exercer ». »

En 1908, il appuya l’intervention de Miguel Villanueva au Congrès demandant la consolidation de la propriété civile à Melilla et que l’on cesse de considérer comme zone de guerre ce qui était désormais propriété civile. Selon Lobera, les garnisons devaient déménager vers de nouvelles casernes, à construire hors les murs avec le produit de la vente des terrains occupés par les casernes actuelles,. Il fit part en juillet 1922 des décisions du Congrès et du Sénat concernant la consolidation de la propriété rurale et précédant l’adoption de la loi portant légalisation de la propriété rurale et urbaine à Melilla,,. 
En mars 1921, Lobera proposa que Melilla cesse d’être place forte, compte tenu de l’obsolescence de ses défenses actuelles pour tenir ce rôle, du caractère suranné de son artillerie, et de l’obstacle que cela mettait à l’expansion de l’agglomération,. En juin 1921, il allait plaider encore pour l’instauration d’un régime civil à Melilla, non-assujetti à l’autorité administrative et politique de Malaga,. En décembre 1918, un décret royal reconnaissait que Melilla était une municipalité (civile) espagnole, et un décret royal de juin 1921 portait création de la commission chargée d’élaborer le régime définitif de Melilla. Enfin, en mars 1924, sous la dictature de Primo de Rivera, il fut mis un terme au mandat du Conseil d’arbitrage de gérer les fonds fiscaux, cela en vertu du nouveau statut municipal adopté en mars de la même année,,.

### Développement économique de Melilla
Le développement économique de Melilla était pour Lobera un sujet de prédilection, auquel il voua nombre d’articles et plusieurs ouvrages. En particulier, il se penchait sur le commerce à Melilla, allant jusqu’à composer lui-même en mai 1908 des tables statistiques d’importation et exportation pour les années 1906 et 1907, publiées ensuite dans un sien article, où, comparant ces résultats avec ceux de 1905, il n’y détectait que peu de différences, mais néanmoins une croissance progressive, redevable à l’industrie de la salaison, en mesure d’exploiter les richesses halieutiques des eaux espagnoles d’Afrique du Nord, désormais sécurisées,. En juin 1916 paraissaient de lui un ensemble d’articles sous le titre « Las trabas al Comercio » (Les Entraves au commerce), où il insistait sur l’opportunité de libérer le commerce mélillien de tout obstacle et sur l’ancienneté du contentieux franco-espagnol sur ce point,. Vu qu’il sera difficile d’étendre la zone commerciale espagnole en Afrique du Nord, il s’agira, selon Cándido Lobera, de miser sur d’autres sources de richesse, telles que l’industrie minière, l’agriculture et l’agroalimentaire,.
Peu auparavant, il avait eu une conférence avec le haut-commissaire au sujet des entraves mises au commerce à la frontière avec l’Algérie et avec la zone française, et s’était entendu répondre que cela avait été porté à la connaissance du général Lyautey. En janvier et février 1917, il publia au sujet de l’abolition des taxes sur les marchandises en transit une série de douze articles compilés ensuite dans son ouvrage Problemas de Melilla.
En août 1913 se tint à Melilla un rassemblement nombreux, où Lobera prit la parole pour cerner et énumérer les principales inquiétudes et attentes économiques de la population de Melilla, notamment l’ouverture et le drainage du chenal de la Mar Chica, les conditions de la douane marocaine, le bien-fondé de la construction de chargeurs de minéraux, et la nécessité d’extension du port. Une commission ad hoc formée à la suite de cette réunion partit pour Madrid afin d’aborder ces sujets avec les autorités centrales. Dans une série d’articles, Lobera rendit compte des entretiens de la commission avec le ministre Gasset, des conversations avec le directeur du département des Ports au sein du ministère de l’Intérieur, et de l’entrevue avec le général Luque au ministère de l’Équipement (Ministerio de Fomento), qui promit la mise en vente des terrains arables par le ministère de la Guerre,,. En décembre 1916 à nouveau, une Comisión de fuerzas de Melilla, avec Lobera dans ses rangs, se rendit à Madrid, dans l’intention de mettre sur la table de discussion entre autres : la cession de terrains au Conseil d’arbitrage, la hausse des subventions pour les travaux portuaires, la mise en service de communications câblées, et la vente des terrains arables. La Commission fut reçue par le ministre de l’Intérieur Ruiz Jiménez, par le ministre de la Guerre, le général Luque (avec qui furent discutées l’établissement de stations de radiotélégraphie à Malaga et Algésiras, la concession de terrains agricoles et la hausse des tarifs du fret), par le roi au palais royal, où Lobera se fit l’avocat de l’amélioration des infrastructures de communication avec la zone française (pont sur la Moulouya et chemins de fer), et, le lendemain, par le comte de Romanones, président du Conseil,.
En mai 1921, Lobera apporta au Telegrama quatre contributions sur le commerce de Melilla au cours de la décennie passée, fournissant des données précises sur les mouvements de navires, les importations et exportations à destination de l’Espagne et de l’étranger de 1911 à 1920 (en particulier les exportations de minerai de fer, avec la Grande-Bretagne comme débouché le plus constant, et de sucre, avec une prééminence espagnole comme marché d’écoulement, mais en net régression depuis la fin de la guerre). Il misait pour Melilla sur une industrie des bougies, ainsi que sur la fabrication nationale de savons et de tissus de coton permettant d’hispaniser ce commerce dans la zone,. 
Lobera ne cessa d’insister sur l’aménagement d’un port de mer à Melilla. Dans un essai de 1901, il s’efforça d’en démontrer la nécessité du point de vue tant politique et militaire que commercial, mettant l’accent plus particulièrement sur l’aspect économique, attendu que le commerce est le moyen le plus efficace d’assujettissement ou de conquête d’un territoire, davantage même que la méthode militaire,. En mars 1915, il reprit ses arguments sur la nécessité d’un port à Melilla, ajoutant derechef aux raisons militaires, celles commerciales et industrielles (agriculture, mines et salaisons),, et revint à la charge sur le thème de l’extension du port en décembre 1916, suggérant que l’on s’attache plutôt au nouveau projet de digue nord-est de l’ingénieur Álvaro Bielza, dont il conviendrait d’accélérer la réalisation,. 
Dans un article de février 1908, Cándido Lobera rendait compte de l’occupation de la Mar Chica par les troupes espagnoles, relatant l’opération et dépeignant le campement espagnol et les travaux de fortification, ainsi que l’esprit élevé de la garnison. Les buts recherchés étaient, selon Lobera, non pas une utilisation comme port de guerre, mais « d’ordre moral davantage que d’ordre matériel », sans préjudice cependant d’un ensemble d’avantages économiques, comme les échanges commerciaux, les salines, les élevages de fruits de mer, les richesses halieutiques,,.
En avril 1911, il signalait l’importance de rétablir le souk d’Aïn-Berhal (près de Sélouane) comme « marché mixte véritable », bastion commercial avancé, au même titre que celui de Nador, capable d’attirer les kabilas (tribus rifaines) de l’intérieur, qui auraient ainsi la possibilité d’écouler leurs marchandises et d’acquérir les produits européens. À la fin du même mois, Lobera se rendit personnellement sur les lieux, à 31 km de Melilla,.
En 1907, Lobera insista sur l’importance des « navires de courrier » et sur la nécessité d’augmenter les lignes de communication avec différents points de la métropole, ce qui entraînerait une baisse du prix du fret,. Il fut nommé membre de la Commission auprès du Conseil d’arbitrage chargée d’identifier les causes de l’enchérissement de la vie et qui désigna comme causes principales l’excès de population, les tarifs du fret et le faible niveau de production. Dans un article de février 1913, Lobera mit en évidence le coût élevé des biens de consommation de première nécessité,,. Toujours en matière d’infrastructures de communication, Cándido Lobera publia en juillet 1917 cinq articles sur les liaisons routières et ferroviaires dans la zone de Melilla, où il recueille les opinions de spécialistes et plaide pour le constitution d’une Commission mixte chargée d’examiner la question (se déclarant lui-même partisan de la ligne ferroviaire Melilla-Aïn Zohra, plutôt que de celle de Taurit, tant du point de vue commercial que militaire),.
Lobera percevait la grande portée de la question monétaire pour l’essor économique de Melilla, comme l’attestent trois articles de sa main parus en octobre et novembre 1917, où, après avoir analysé l’équivalence de la hassani au franc français maintenue par le gouvernement du protectorat français, il braqua sa loupe sur les deux pesetas, marocaine et espagnole, et sur la répercussion que la situation monétaire est susceptible d’avoir dans la zone espagnole (surtout dans la partie occidentale). L’assainissement monétaire est positif, dit-il, pour autant que le différentiel peseta/franc soit en faveur de la devise espagnole. Avec la mesure française, l’idée d’une unité monétaire entre le Maroc et la France se serait trouvée renforcée,.
Dès 1908, Lobera attirait l’attention su les richesses des mines de la Guélaya comme moyen d’attirer dans le Rif les capitaux des compagnies espagnoles,. En novembre 1919, il fit une excursion dans les mines d’Iksane (Uixán en espagnol), vantant leur production et l’importante œuvre sociale de la Compañía española Minas del Rif,.
Dans un article traitant de la moisson dans le Rif en 1918, Lobera affirmait que l’agriculture était la principale source de richesse des environs de Melilla. Comparant la récolte de céréales à l’hiver 1912 et 1918, il fit apparaître que dans presque tous les cas, la récolte d’avena avait été multipliée par huit, celle d’avoine par deux, et celle de froment par trois,. Il dénonçait les tarifs élevés du fret et le nombre excessif d’intermédiaires, et préconisait d’encourager la production de blé,. En juin 1918, il publia cinq articles sur les comices et concours agricoles, dont il était persuadé de l’effet stimulant sur les laboureurs et les éleveurs, et donc convaincu de leur rôle comme générateurs de futures sources de richesse pour Melilla,. Concernant les travaux d’aménagement d’un foirail à bestiaux dans la zone de Melilla, il signala dans un article intitulé « El zoco » (le Souk), qu’il y aurait lieu préalablement de réviser les montants des baux de ferme, afin de rendre la zone attrayante pour les éleveurs de bétail, dans la perspective d’exportations avantageuses,. Dans un article de juillet 1907, Lobera invitait les sucriers nationaux espagnols de miser sur les marchés d’Afrique du Nord. Dans un article quatre jours après, il rapportait la conversation qu’il avait eue avec un Arabe, qui à propos de la crise commerciale alors en cours affirmait qu’elle était due à l’insécurité des routes au nord du fleuve Moulouya, contrastant avec la situation côté sud, en territoire sous tutelle française,.
En septembre 1928, Lobera, alors président du Conseil municipal et agissant au nom d’une Commission ad hoc réunie en mai et présidée par le haut-commissaire, rédigea et remit un rapport, bientôt approuvé par le Conseil municipal, puis publié par El Telegrama del Rif, portant sur les potentialités économiques de Melilla. Le besoin de vastes réformes urbaines y était démontré, ainsi qu’était mise en doute l’opportunité de supprimer les taxes d’importation et de dégrever les marchandises en transit, et qu’était préconisée une taxe de 5% (au lieu des 2 ou 2,5% alors applicables) sur la valeur des produits arrivant par le port de Melilla,. Il reviendra plusieurs fois sur le sujet de la fiscalité, mais allait aborder aussi celui de l’institution pénitentiaire à Melilla, du fonctionnement des élections à Melilla, et de la fourniture d’électricité.
En octobre 1912, Lobera publia, sans signature, un article où il insistait à nouveau sur l’impérieuse nécessité d’investissement de capital espagnol dans certaines terres convoitées par des forces étrangères pour leurs propres comptoirs et entrepôts commerciaux,.
La crise du logement à Melilla, imputé à la disproportion entre population en croissance et nombre décroissant de logements, vint à le préoccuper à nouveau fin 1923. Il proposa des solutions, notamment la requalification de terrains en zones constructibles et la stimulation de l’activité du bâtiment. Selon l’état civil, Melilla comptait en décembre 1923 près de 50 000 habitants,.

### Conquête espagnole du Rif

#### Nécessité géopolitique de la conquête
Cándido Lobera et son journal, abondamment lus par la population du protectorat, faisaient figure de porte-voix du colonialisme espagnol au Maroc. Lobera en particulier ne cessa de défendre la pénétration espagnole en Afrique du Nord, invoquant l’importance géostratégique de la frontière méridionale du pays, laquelle ne courait pas le long du littoral andalou, mais en Afrique du Nord :

« Notre action au Maroc requiert un plan national. Le Maroc est la garantie de notre personnalité méditerranéenne ; le Maroc, ainsi que l’a affirmé monsieur Sánchez de Toca, est la plus précieuse de nos frontières ». »

Pour rapporter la progression des troupes espagnoles au Maroc, El Telegrama del Rif avait coutume d’envoyer des correspondants de guerre au front, en particulier Lobera lui-même, dont les contributions apparaissaient habituellement en première page.

#### Politique de pénétration et administration
Sur le chapitre de la meilleure manière pour l’Espagne de mettre sous son autorité la zone du protectorat qui lui avait été assignée en vertu des traités internationaux, Cándido Lobera avait adopté un positionnement intermédiaire entre ceux qui prônaient une intervention militaire à outrance et ceux qui proposaient des modes de conquête exclusivement civiles et politiques. Dans son ouvrage de 1912, Notas sobre el problema de Melilla, Cándido Lobera renvoyait volontiers aux expériences coloniales françaises pour justifier sa vision des futures actions espagnoles au Maroc :

« Les Français, maîtres dans l’art de la pénétration au Maroc […] ont dit qu’ils procéderaient en accord avec l’heureuse conception du général Lyautey, cristallisée dans l’expression bien connue en tache d’huile. »

La formule désignait l’occupation progressive du territoire en vue de réaliser une colonisation efficace et durable grâce à une combinaison de plusieurs modalités d’action se concrétisant sur les plans militaire, administratif et « scientifique ». Cette dernière voie était une forme d’attraction de l’indigène par le biais de la démonstration de la supériorité de l’agent colonisateur en matière de connaissances scientifiques.
Le cas français en Algérie et au protectorat français devait selon Lobera servir de guide à l’Espagne quant à ce qu’elle devait accomplir dans sa propre zone d’influence :

« Dans les temps anciens, à l’égal de l’époque actuelle, pour ouvrir les peuples barbares ou demi-barbares à la civilisation et au commerce, ce n’étaient point les savants ni les commerçants qui marchaient comme avant-garde, mais des guerriers, qui semaient la première graine, défrichaient les terres vierges et posaient les premiers jalons de la colonisation, tandis que les suivaient plus tard ceux chargés de recueillir le fruit de leur effort et de leur sacrifice. En Algérie comme en Inde, au Congo comme au pays des Héréros, c’était à l’armée qu’incombait, dans les débuts, cette œuvre de progrès. Dans le Rif et dans le Gharb, […] nous voyons que son intervention [de l’armée] est indispensable, que l’élément armé remplit une mission que ne pourrait pas mener à bien l’élément civil avec ses commissions scientifiques et ses expéditions commerciales. »

En juin 1913, il reformula comme suit sa position sur ce sujet dans un article d’opinion :

« Le travail politique pourra aplanir la voie, pourra soustraire des hommes à la harka [milice rifaine hostile] et rendre moins cruelles les opérations de police ; cependant, il ne faut pas attendre de ce travail seul la soumission effective d’aucun territoire. Pour accomplir dans le Rif la mission civilisatrice qui nous incombe, des opérations de police devront être réalisées, avec toutes leurs conséquences, comme complément obligé de l’action politique. Il faut se faire à cette idée ». »

En mars 1917, il faisait l’éloge de l’action pacificatrice de l’armée espagnole d’Afrique et plaidait pour la « pénétration pacifique armée » comme seule façon d’obtenir des résultats pratiques dans l’occupation du territoire confié à l’Espagne. Il citait comme contre-exemple l’action de l’Italie mussolinienne en Tripolitaine, où la dénommée « politique de conciliation » s’était révélée infructueuse et avait conduit à l’usage de la force ou à une « politique militaire » fasciste,.
En 1921, il souligna que les normes présidant à l’action politique dans le Rif, laquelle devait adopter les formes d’une politique à distance, c’est-à-dire de protectorat, auraient à prendre en compte les données historiques, les coutumes locales, la religion, etc., et intégrer la reconnaissance et le respect d’une mentalité différente de l’espagnole. Il fallait se garder d’autre part de traiter les Berbères de la même façon que les Arabes, ou même que les Berbères des bords de l’Atlantique. Tout acte répréhensible anonyme devra être du ressort juridique de la kabila,. En mars 1923, après avoir déploré la méconnaissance de l’âme autochtone, il exposa les principes fondamentaux de la « politique indigène » : dans le respect des traditions, coutumes et institutions locales, et en s’interdisant une administration directe et centralisatrice, il y aura lieu de différencier entre biens matériels (peu différents d’une kabila à l’autre) et moraux (au contraire bien distincts), d’avoir égard au rythme d’évolution différent et au désir de préservation d’une personnalité propre existant depuis des siècles, d’éliminer l’autorité autochtone intermédiaire entre le caïd et le Makhzen, et de reconstituer les Jemâas (ou conseils d’assemblée) et le droit coutumier (en l’absence d’un pouvoir législatif),,.
En novembre 1922, dans le sillage du rapport Picasso et de la mise en cause de Berenguer, il rappela encore que dans le régime de protectorat, une puissance étrangère se donnait pour mission d’orienter et de réaliser le développement économique d’un pays, mais seulement par le truchement de l’autorité autochtone, la puissance étrangère n’intervenant, militairement ou civilement, que selon que l’exige la stabilité ou la pacification du territoire concerné, toutefois sans administration directe (à l’inverse de la politique de Berenguer, qui privilégiait une administration directe par les Offices indigènes). En septembre 1922, il plaida à nouveau pour le système de protectorat, c’est-à-dire pour un gouvernement exercé par l’entremise de l’autorité autochtone, avec prise en considération des singularités des différents terroirs rifains et dans le respect de leurs coutumes respectives, ancrées dans la tradition,.
La même année, en conclusion d’une série d’articles sous le titre générique de Política y administración en el Rif, il faisait référence aux principes essentiels de la politique de protectorat tels qu’exposés par Louis Vignon, et qui résident dans : l’activité d’agents politiques (administrateurs, éducateurs dotés d’un grand respect pour les coutumes locales), la collaboration avec les chefs traditionnels, la protection de l’indigène contre les abus de la colonisation, et l’application de règles disciplinaires spécifiques pour l’indigène. Il plaide pour que la réglementation de la vie soit confiée aux Jemâas (organes municipaux), pour que les caïds soient nommés par l’Espagne, pour que la Police indigène soit démilitarisée, et pour que soit favorisée la colonisation agricole afin d’accroître le rendement des terres et le niveau de vie des autochtones,. En février 1908, Lobera consacrait deux contributions aux Offices des affaires indigènes, affirmant leur nécessité et énumérant leurs principales fonctions dans l’ordre politique et administratif,,.
Pour atteindre ces objectifs, il est nécessaire d’avoir une « unité d’action et de direction », et aussi d’œuvrer pour une « décentralisation [vis-à-vis de Madrid] et une autonomie régionale dans certains domaines », et donc de mettre fin à la centralisation qui restreint la capacité d’action des hauts-commissaires et fait d’eux de simples exécuteurs des plans du gouvernement central,,. Fin 1918, Lobera plaida une nouvelle fois pour la décentralisation vis-à-vis de Madrid du Haut-Commissariat, dont la partie politique de son autorité devrait s’étendre sur la totalité du protectorat, laissant les affaires militaires sous la responsabilité technique des commandants généraux respectifs, vu les spécificités de la population des zones occidentale et orientale. En 1918, il louangea Berenguer de réunir en sa personne deux préalables de base à l’exercice de la fonction de haut-commissaire : avoir servi comme chef militaire au Maroc, et avoir été titulaire du portefeuille de la Guerre, et apte par là à édicter des normes administratives allant dans le sens de la décentralisation — qualités auxquelles s’ajoutent sa connaissance de l’arabe et sa relation spéciale avec la classe supérieure de Tétouan,,.

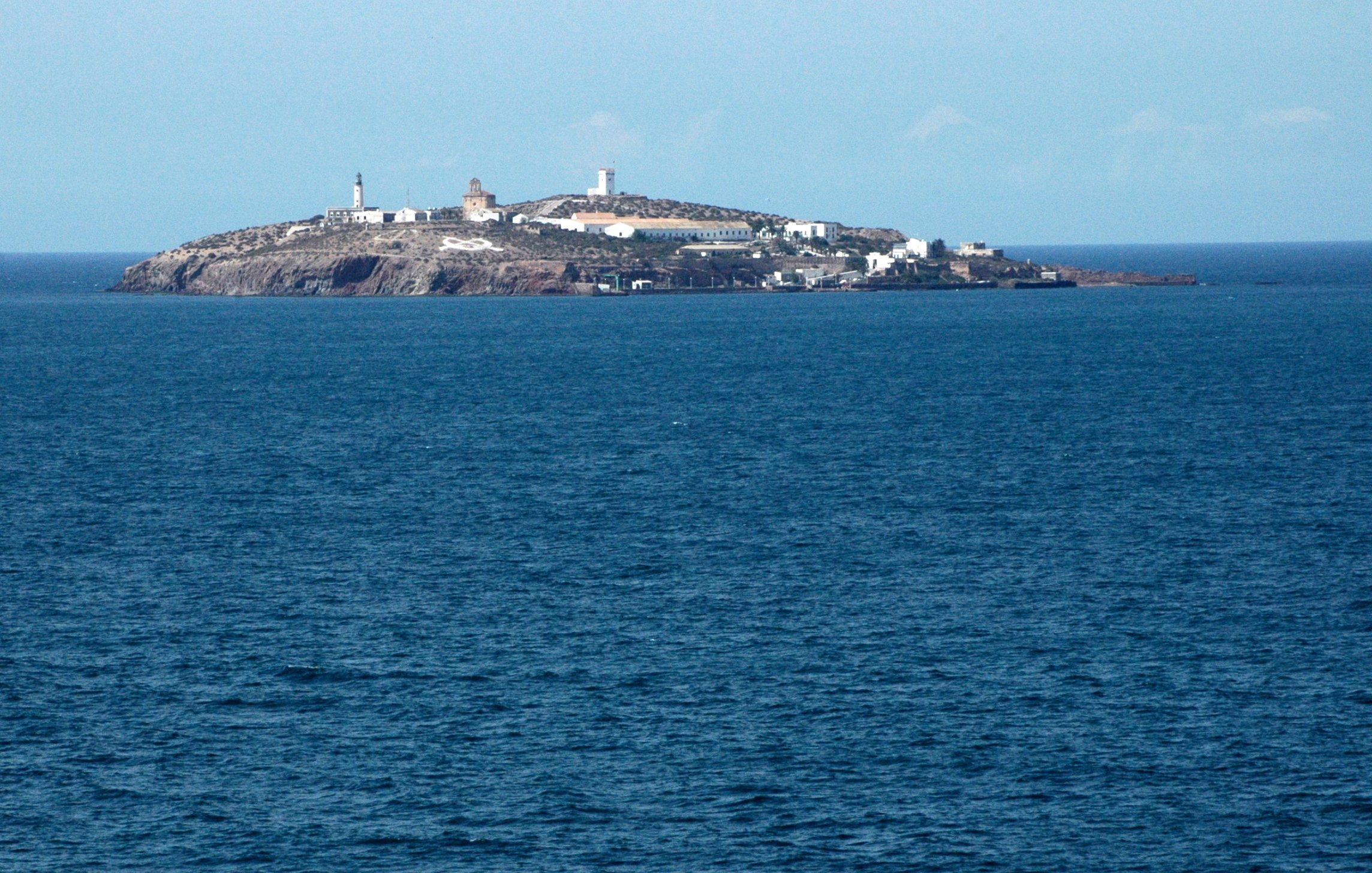
L’île Isabelle II, l’une des Zaffarines, vue du Ras el Ma (ou cap de l’Eau).

Vu le manque de crédibilité du Makhzen, son incapacité à maintenir l’ordre dans le Rif, où « son autorité n’a jamais été que nominale »,, et l’absence de pouvoir spirituel du sultan, la seule politique à suivre était, selon Lobera, la « politique de kabila ». Il voyait donc avec faveur le rapprochement avec les Kebdanas, tribu rifaine proche des îles Zaffarines, et estimait envisageable de leur offrir la protection espagnole,,. En mars 1908, après avoir, de son point d’observation sur le cap de l’Eau, relaté l’arrivée des troupes espagnoles dans les îles Zaffarines, le campement où flottait depuis quelques jours le drapeau espagnol, et l’attitude positive des Kebdanas, il rapporta le lendemain les conférences tenues avec les chefs des tribus, et évoquait en particulier le service médical offert aux autochtones comme outil d’attraction vers l’œuvre espagnole sur leurs terres,,.
Lobera arguait que le postulat de la « guerre sainte » brandi par les résistants rifains contre la présence étrangère était dénué de sens dès lors que la conquête espagnole était commerciale, et non religieuse. Pour autant, il n’était pas favorable à la « pénétration pacifique », qu’il jugeait impossible, mais plaidait pour que le soldat ouvre le chemin au commerçant, moyennant cependant que ce soldat soit un militaire au fait des coutumes, de la langue, de la géographie et de la religion musulmane, et sache agir avec fermeté pour accomplir la mission confiée aux nations européennes par les accords internationaux. Lesdites nations, venues dans ces territoires pour y apporter les avancées de la civilisation occidentale, doivent préserver le statut des populations locales et en respecter l’identité, en contrepartie de la conquête de leurs marchés et de l’exploitation des richesses naturelles, projet dont toutes les parties seraient bénéficiaires,. En 1911, revenant au sujet au lendemain des événements de Fès, Lobera argumentait que dans « la région nord, il est très difficile que le djihad devienne réalité », vu que d’une part il n’existait pas de chef apte à capitaliser l’idée, et d’autre part parce que les Rifains, par les différences entre les tribus, ignoraient la notion de patrie.
Dans un article paru dans l’hebdomadaire El Profeta, Lobera argumenta qu’il était possible, grâce aux interprétations multiples et contrastées des sources islamiques, de concilier la doctrine pure avec la modernité, en utilisant les avancées de la science pour mener la « guerre à l’ignorance »,. Il ne cessait de réclamer que soit édifiée une mosquée à Melilla, comme moyen d’attraction et comme marque de respect à l’égard des croyances ancestrales, qui permettrait en outre de resserrer les liens avec les habitants des campagnes,. En mars 1910, répliquant dans un article à la polémique soulevée par ses articles antérieurs sur le sujet, il tint à affirmer : « Aujourd’hui les nations aspirent à la suprématie commerciale, non à la suprématie religieuse »,. En décembre 1912, sur les instances d’un groupe de négociants musulmans, il remit sur le tapis cette question et obtint une audience auprès du capitaine général pour lui exposer ses requêtes,. Dans un éditorial de mars 1922, à la suite de la cérémonie d’orientation de la mosquée de Paris, il revint à insister sur la construction de celle de Melilla, qui tardait trop, puis à nouveau en juillet 1924, en pointant qu’une mosquée à Melilla serait bénéfique non seulement politiquement et commercialement, mais serait aussi propice à éradiquer l’étiquette d’intransigeance qui était collée à l’Espagne depuis l’extérieur,,.
Un élément important de la politique d’attraction était selon Lobera l’enseignement. Dans un article de 1907 intitulé « Estrechando lazos » (En resserrant les liens), il évoquait l’école indigène récemment inaugurée à Melilla, dont le professeur auxiliaire était le taleb Mohamed AbdelKrim, et soulignait son rôle favorable pour la politique d’attraction sur les musulmans et pour l’influence de l’Espagne,. En septembre 1920, Lobera se félicitait dans un article de la promotion sociale des autochtones à tous niveaux, mettant en exergue le cas d’un scaphandrier rifain employé dans les travaux du port de Melilla,.
En juin 1926, dans une série de cinq articles sous le titre général de « Política bereber [y rifeña] del Protectorado », il synthétisa comme suit sa pensée : 1) nécessité d’appliquer sur le territoire nouvellement « pacifié » une politique berbère précisément définie, ayant la Jemâa comme fondement administratif ; 2) l’islamisation superficielle des berbères et leur non-arabisation constituent des motifs pour maintenir et utiliser leurs coutumes et leur droit coutumier comme base de la politique espagnole, tout en « préparant de manière progressive l’évolution de leur mode de pensée vers des conceptions et idées espagnoles » ; 3) les procédures administratives doivent s’appuyer sur la moralité et l’équité, en faisant des Jemâas le principe d’autorité, en évinçant les caïds, sources de conflits séculaires, et en donnant la primauté au rôle du superviseur ; 4) l’administration de la justice doit se diversifier en fonction des kabilas, et l’on aura soin d’éviter les conflits entre droit coutumier et droit musulman orthodoxe (représenté par le cadi), en mettant en avant, si besoin est, des règles à caractère général et flexibles, et en conduisant avec rectitude et austérité la pacification morale du territoire ; 5) l’enseignement, qui par son orientation et ses modalités, constitue un élément essentiel de la politique indigène, devra être, à l’instar de celui de la zone française, éminemment pratique, laïque, utilisera comme véhicule d’instruction non la langue arabe, mais celle de la puissance « protectrice », et, pour ce qui concerne la zone espagnole, aura garde aux trois variantes didactiques, à savoir : les villes arabisées, les tribus fortement islamisées et les tribus berbères.
Lobera ne manqua de se pencher aussi sur l’aspect strictement militaire de la pénétration espagnole. En janvier 1910, il mit en contraste la défense mobile française de la frontière algéro-marocaine, beaucoup plus opérationnelle, et la force passive espagnole, réduite à un fortin, où le soldat européen à été remplacé par l’indigène, lequel désormais représente l’« élément mobile » (groupes francs ou troupe irrégulière), secondé par l’« élément d’appui » (aux effectifs européens), par l’« élément fixe » incarné par la garnison des forts, et par l’artillerie de montagne et des forces d’infanterie des « deux races ». Seule l’action coordonnée de ces trois éléments permettra d’assurer la défense des territoires sous autorité espagnole et leur extension grâce au système d’expansion dénommé par Lyautey « tache d’huile »,.

#### Le cas particulier des Beni Ouriaghel
En revanche, expliquait Lobera en juin 1911, la singularité des Rifains du secteur d’Al Hoceïma, si réfractaires au progrès occidental, nécessitait une « action efficace » espagnole, par le moyen de la Police indigène,. En mai 1912, Lobera publia dans l’hebdomadaire El Papa-Moscas de Burgos une tribune, où il insistait sur la férocité des tribus montagnardes situées en vue du Peñón et de la baie d’Al Hoceïma et sur la nécessité de mettre en œuvre un stratégie combinée, politique et militaire, qui permette de civiliser cette zone perturbatrice,.
Lobera écrivit dans El Telegrama en février 1922 :

« Un Ouriaghel, ayant eu vent de l’invasion de son territoire, s’est exprimé ainsi : « Laissez-les venir ; moi tout seul suffira pour leur couper la tête ». Et un autre, une fois occupé Morro Nuevo, a dit sans affectation : « je suis Ouriaghel et je ne recule pas ». »

### Colonisation de peuplement dans le Rif
Cándido Lobera soutenait une colonisation de peuplement dans le Rif. En janvier 1910, il dit souhaiter que l’occupation par l’Espagne de sa zone de tutelle soit non seulement effective, mais aussi active, par l’investissement dans l’exploitation des richesses présentes et par l’introduction des « avancées civilisatrices » ; autrement dit : que le séculier vienne seconder ce qui a été acquis militairement, de façon à avoir sur ces territoires des droits positifs plutôt que seulement historiques. Il soulignait l’intérêt à créer des « associations agricoles » de Rifains et d’Espagnols,, sous les espèces de la mukhalata ou khalta (société réunissant Européens et autochtones), comme moyen de conquérir les terres de la Guélaya et de Kebdana — idée répétée en janvier de l’année suivante,, et encore dans une discours de septembre 1929, où il prônait une collaboration intime avec l’élément musulman dans la colonisation de la campagne agricole et souhaitait que le tourisme d’Espagnols de métropole et d’Algérie soit stimulé à Melilla. Il proposait aussi de faire se tenir un souk de deux ou trois jours par mois dans la campagne environnante et de construire à Melilla « un quartier authentiquement rifain, qui nous rapprocherait plus intimement du peuple sous notre protection »,.
En juin 1908, il plaida à nouveau pour les « associations d’Espagnols et de Rifains pour labourer la terre » dans la Guélaya, dont la production serait plus durable que l’extraction minière, et afin de canaliser, grâce à elles, une migration andalouse où se rejoindraient les intérêts agricoles des Marocains et des Espagnols,. Dans un article d’avril 1917 sur les « Espagnols d’Algérie », il soutenait le rôle hautement utile de la population hispano-algérienne dans la colonisation du Maroc, compte tenu de ses « aptitudes indépassables » nées de la vie commune avec les autochtones et des intérêts communs qui en avaient résulté,.
La question de la propriété des terrains arables était essentielle, d’abord de ceux relevant encore de l’autorité militaire (Lobera faisant p. ex. part en juillet 1922 des décisions du Congrès et du Sénat relatives à la consolidation de la propriété rurale, précédant l’adoption de la loi portant légalisation de la propriété rurale et urbaine à Melilla), puis, avec l’extension de la zone conquise, des terres communales musulmanes ou du Makhzen. Lobera voua à cet aspect un ouvrage en 1916,,.
En juillet 1918 paraissait, dans le cadre d’une séquence de plusieurs articles, un texte sur « La colonización del Garet », donnant de l’œuvre pacificatrice espagnole une image radieuse. Lobera y informait le lecteur notamment sur : le marché du dimanche, ressuscité grâce à la paix régnant désormais ; la patente de marché acceptée par l’autochtone ; l’administration de la justice par le cadi et par le capitaine de la Police indigène ; et le succès du dispensaire « indigène ». Il avait rencontré dans la plaine de Gareb un laboureur qui lui dit avoir démarré son exploitation agricole grâce aux données fournies par le consul espagnol d’Oran sur le projet de la « Compagnie espagnole de colonisation ». Le puits d’eau potable creusé sur les hectares concédés constitue la « première victoire de la colonisation », propre à attirer les autochtones. L’abondance de la récolte dès la première année atteste l’expérience acquise par ces colons espagnols venus d’Algérie,,.
En 1926, Lobera rappelait :

« L’embryonnaire colonisation agricole, tronquée par les événements de 1921, nourrit de nombreux foyers et est appelée à être la base de la prospérité de Melilla pour autant que les pouvoirs publics donnent  les facilités qui aujourd’hui manquent et encouragent ceux qui avec tant de réussite l’ont lancée de 1915 à 1921. »

### Attitude vis-à-vis de la France
Cándido Lobera louangeait la manière de procéder politique et militaire des Français dans leur zone, et se disait favorablement impressionné par l’œuvre accomplie dans le protectorat français, en particulier les infrastructures de communication et de transport,. Il ne cessa de plaider pour de bonnes relations avec la France, qu’il fallait se garder selon lui de confondre avec le « parti colonial français » (c’est-à-dire des colons), et se vit décerner en 1916 le titre de chevalier de la légion d’honneur,,.
Ses rapports avec la France n’étaient pourtant pas exempts de quelques dissonances et désillusions. Ainsi, en janvier 1906, il tint la chronique de la visite de l’ancien ministre Miguel Villanueva et de son groupe ainsi que de leur déplacement aux Zaffarines (dans le but principalement de fixer le lieu où disposer les batteries d’artillerie prévues), et s’irrita de la présence de comptoirs commerciaux français,. En janvier 1906, dans deux articles publiés dans le journal El Imparcial quelques jours avant le début de la conférence d'Algésiras, il soulignait l’importance pour l’Espagne de disposer de sa propre police des frontières, arguant que « l’Espagne ne doit pas — comme quelqu’un l’a pointé — confier à une autre nation la surveillance et la police des territoires limitrophes de ses possessions en Afrique du Nord », et d’autre part que l’Espagne et la France devaient jouir des mêmes avantages auprès des douanes marocaines,.
Fin juin 1915, El Telegrama del Rif se joignit à l’appel de Torcuato Luca de Tena en faveur de la neutralité de l’Espagne dans la Première Guerre mondiale, ce qui était le souhait de la France,. En juillet 1918, Lobera publia une contribution où il affirmait qu’il ne faisait aucun doute que l’Espagne « a, sans préjudice de sa neutralité, toujours été et est encore une collaboratrice des plus efficaces de l’action française », principalement par sa solidarité et par la concorde dans l’exécution des obligations liées à son protectorat,. En janvier 1919, il revint dans un article sur les relations franco-espagnoles en Afrique du Nord, et argumenta que l’inaction temporaire de l’Espagne dans sa zone pendant la Première Guerre mondiale et sa neutralité n’avaient jamais fait obstacle à l’action de la France, tout au contraire, l’Espagne ayant été une « alliée des plus fidèles et un puissant auxiliaire de la France dans son œuvre de pacification » Le même mois, il analysa le rôle de l’Allemagne au Maroc, dénonçant en particulier la propagande commerciale et politique allemande, dès avant le conflit mondial, afin d’étendre son influence au détriment de la présence française et, par conséquent, de l’espagnole,,. Le 14 juillet 1919, Lobera, présent au domicile de l’agent consulaire de France à l’occasion de la fête nationale, réitéra dans une allocution les sentiments fraternels existant entre les deux nations,.
En août 1918, Cándido Lobera se mit en devoir, — non avant d’avoir derechef fustigé la malveillance du Parti colonial français (et non de la France) —, de réfuter phrase par phrase, dans une série de six contributions, sous le titre « Asunto Gravísimo » (Sujet de la plus grande gravité), les déclarations dans la presse française de Kaddour Benghabrit, chef de protocole du sultan Youssef ben Hassan, sur la prétendue incompétence espagnole en matière de pacification du protectorat,,.
En mai 1921, il se plaignit du blocus terrestre de la partie espagnole du protectorat et de l’isolement de facto que subissait le trafic commercial avec Melilla, par cette façon de « frontière infranchissable » imposée, malgré les « cent preuves d’amour que nous avons données à la France », par la politique française, se manifestant aussi par le ralentissement des travaux d’infrastructure, ralentissement qui, dit-il, « ne peut persister. C’est ce qu’exigent l’équité, la justice, les conventions internationales et l’intérêt des deux zones »,,. En février 1921, il dut regretter, notables exemples à l’appui, qu’en dépit de son pari d’une collaboration entre la France et l’Espagne autour d’un but commun, les faits, du côté français, « ne correspondent pas aux paroles », ce qui était cause que l’Espagne ne parvenait pas à persuader, grâce à la solidité de l’union des deux pays, les autochtones à abdiquer leur attitude adverse,.
Quant au sujet de litige que constituait le statut de Tanger, Lobera évoqua dans plusieurs articles de 1915, en guise d’hypothèse, les avantages qu’il y aurait à ce que l’Espagne ait occupé Tanger, ce qui ne s’était pas fait et eût été faisable sans compromettre la neutralité espagnole dans le Première Guerre mondiale et aurait permis de résoudre le problème de la régulation de la mer Méditerranée une fois le conflit terminé,. En avril 1918, par deux articles intitulés « Tánger, español » et « Tánger debe ser español » (Tanger doit être espagnol), il contesta l’affirmation faite ailleurs que Tanger doive être français, et renoua avec sa campagne antérieure, argumentant que l’internationalisation n’était plus possible, vu que la ville ne pouvait vivre sous un régime spécial de puissances belligérantes et le pourrait au contraire sous l’action bienfaitrice et neutre de l’Espagne,,. 
En juillet 1924, pendant la guerre du Rif, il consacra deux articles aux avances militaires françaises aux confins de la zone espagnole, malgré la résistance des tribus sympathisant avec Abdelkrim. Il misa de nouveau sur une « solide entente politique entre la France et l’Espagne, seule chose à laquelle notre nation aspire depuis longtemps »,.
En août 1924, il dénonça les « ingérences étrangères dans la zone espagnole », faisant allusion à la presse colonialiste française, et accessoirement anglaise. Il appela de ses vœux une coopération et union des puissances européennes pour en finir avec la contrebande et dresser un front commun pour contrecarrer la propagande soviétique et turque dans le monde musulman,.
En août 1927, dans un article intitulé « La amistad franco-española », il dit souhaiter voir se développer les transactions commerciales entre Melilla et Oujda,. En avril 1929, il entreprit un voyage à Oran et au Maroc, et exalta dans un discours l’œuvre espagnole dans l’Oranais, soulignant l’heureuse harmonie qui y régnait entre Espagnols et Français.
En juillet 1923, Lobera affirmait dans ses articles que l’idée d’une république du Rif était l’œuvre d’agents du colonialisme français aspirant à mettre sous leur coupe toute l’Afrique du Nord,.

## Hommages
Ont été baptisés de son nom à Melilla : une rue, une courte ruelle et un parc, tous situés près de sa résidence et lieu de travail ; un pavillon sur le site de l’Association générale de Charité ; et une section de la bibliothèque des Archives centrales. Un buste le représentant a été posé en 1949 dans l’hôtel de ville,,. Enfin, son nom a été donné à une espèce de la flore marocaine, avec la nomenclature Ononis Loberae.

## Publications
- (es) Necesidad de un puerto en Melilla considerado desde los puntos de vista político, militar y comercial, Madrid, Imprenta de la sucesora de M. Minuesa de los Ríos, 1901, 29 p.
- (es) Memoria sobre la organización y funcionamiento de las Oficinas de Asuntos Árabes de Argelia y proyecto de bases para la creación de organismos análogos en las plazas del Norte de África, Melilla, Tipografía El Telegrama del Rif, 1905, 43 p.
- (es) El problema rifeño, Melilla, El Telegrama del Rif, 1909, 40 p.
- (es) Notas sobre el problema de Melilla, Melilla, El Telegrama del Rif, 1912, 157 p.
- (es) Problemas del Protectorado. Los bienes Majzen, Melilla, El Telegrama del Rif, 1916, 45 p.
- (es) Problema de Melilla. Los derechos de arbitrios y las mercancías en tránsito, Melilla, El Telegrama del Rif, 1917, 69 p.
- (es) Impresiones del viaje de SS. AA. RR. D.ª Luisa y D. Carlos, Melilla, Tipografía El Telegrama del Rif, 1925, 146 p.